# Kreuzbergl

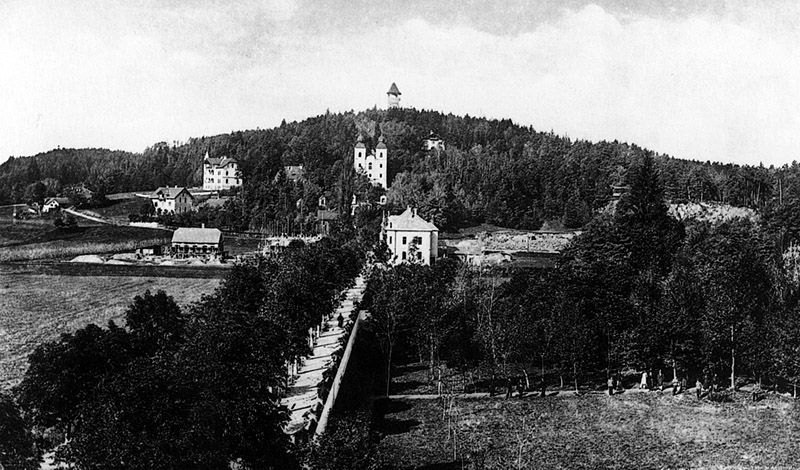
Das Kreuzbergl um 1901. In der Mitte erkennbar sind die Kreuzberglkirche und dahinter der damals noch hölzerne Aussichtsturm. Das links im Bild in Bau befindliche Haus wurde laut Baubescheid der Besitzer erst im Jahr 1901 errichtet

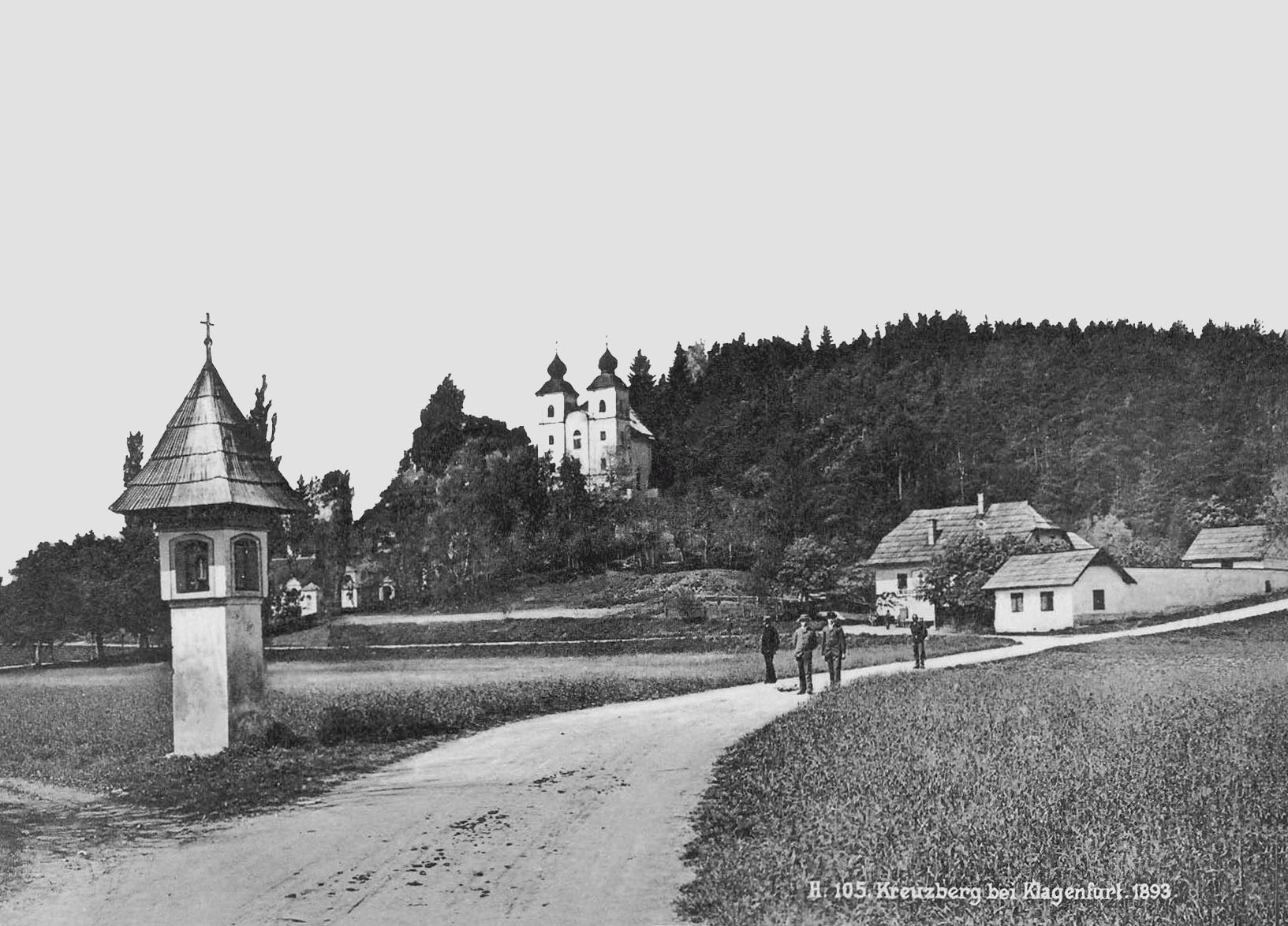
Bildstock, Gasthaus Einsiedler und Kreuzbergl-Kirche im Jahr 1893

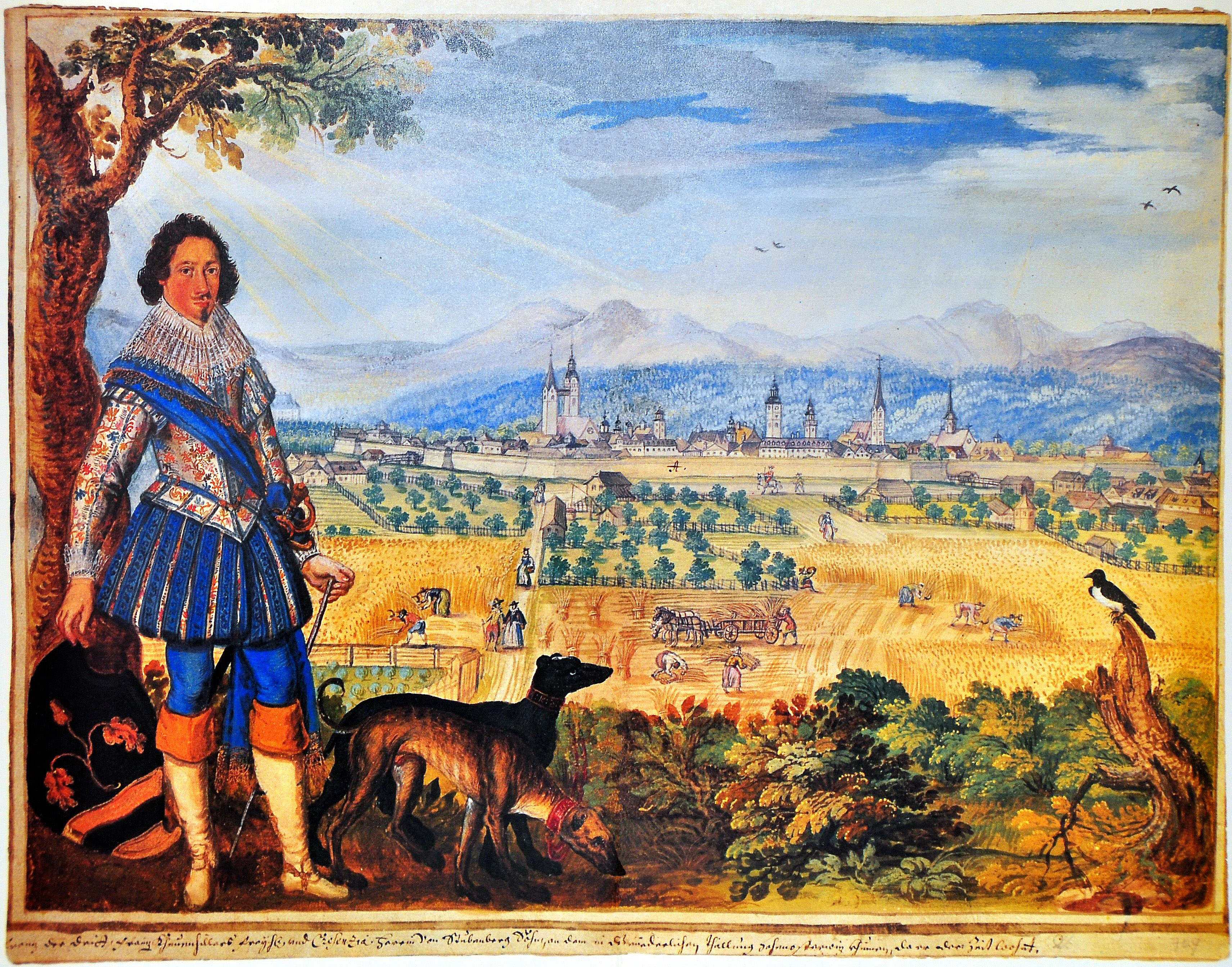
Freiherr Franz III. Khevenhüller vor den Toren der Stadt, um 1615

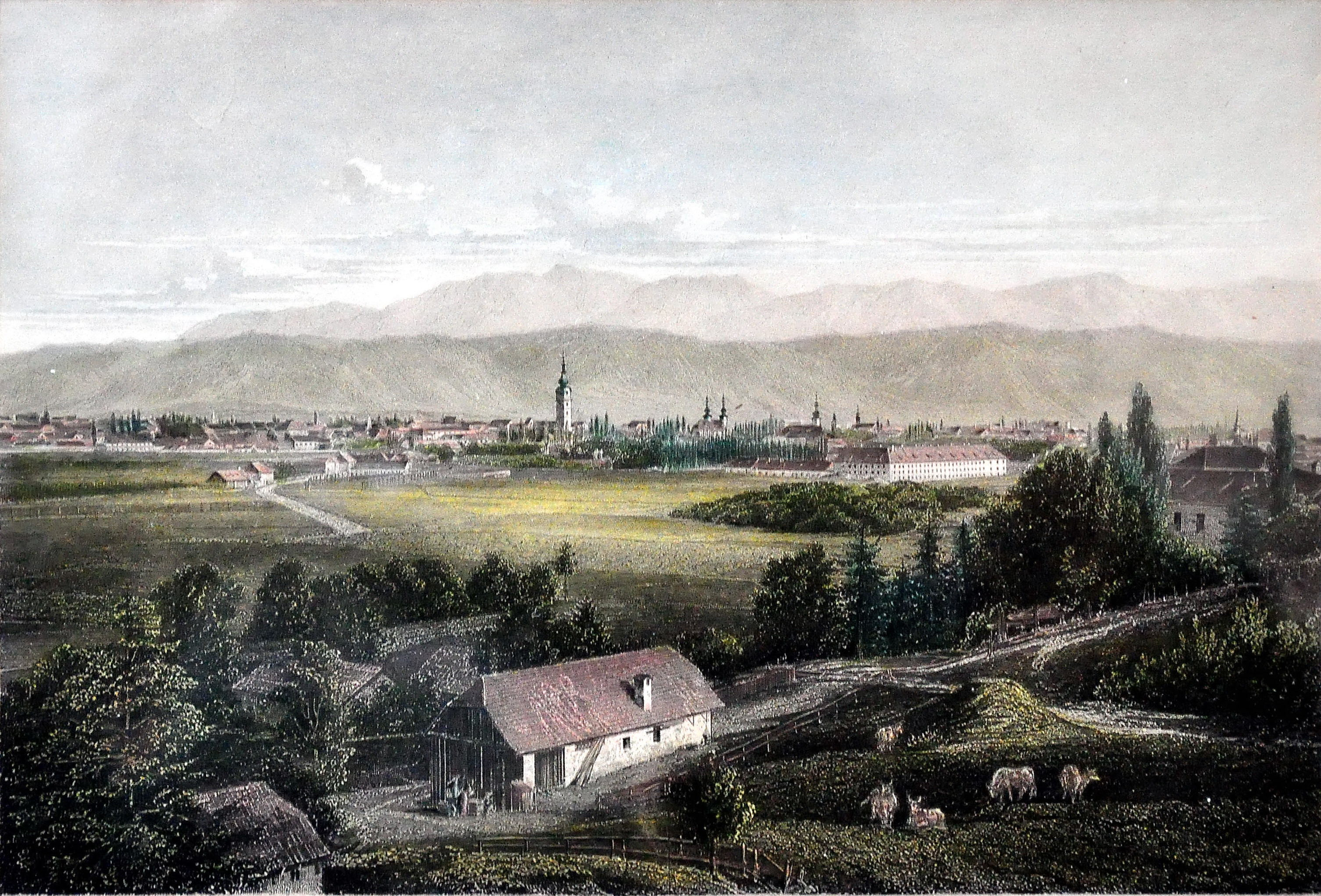
Blick vom Kogel beim Schloss Zigguln auf die Stadt Klagenfurt, 1832 gemalt von Perlberg

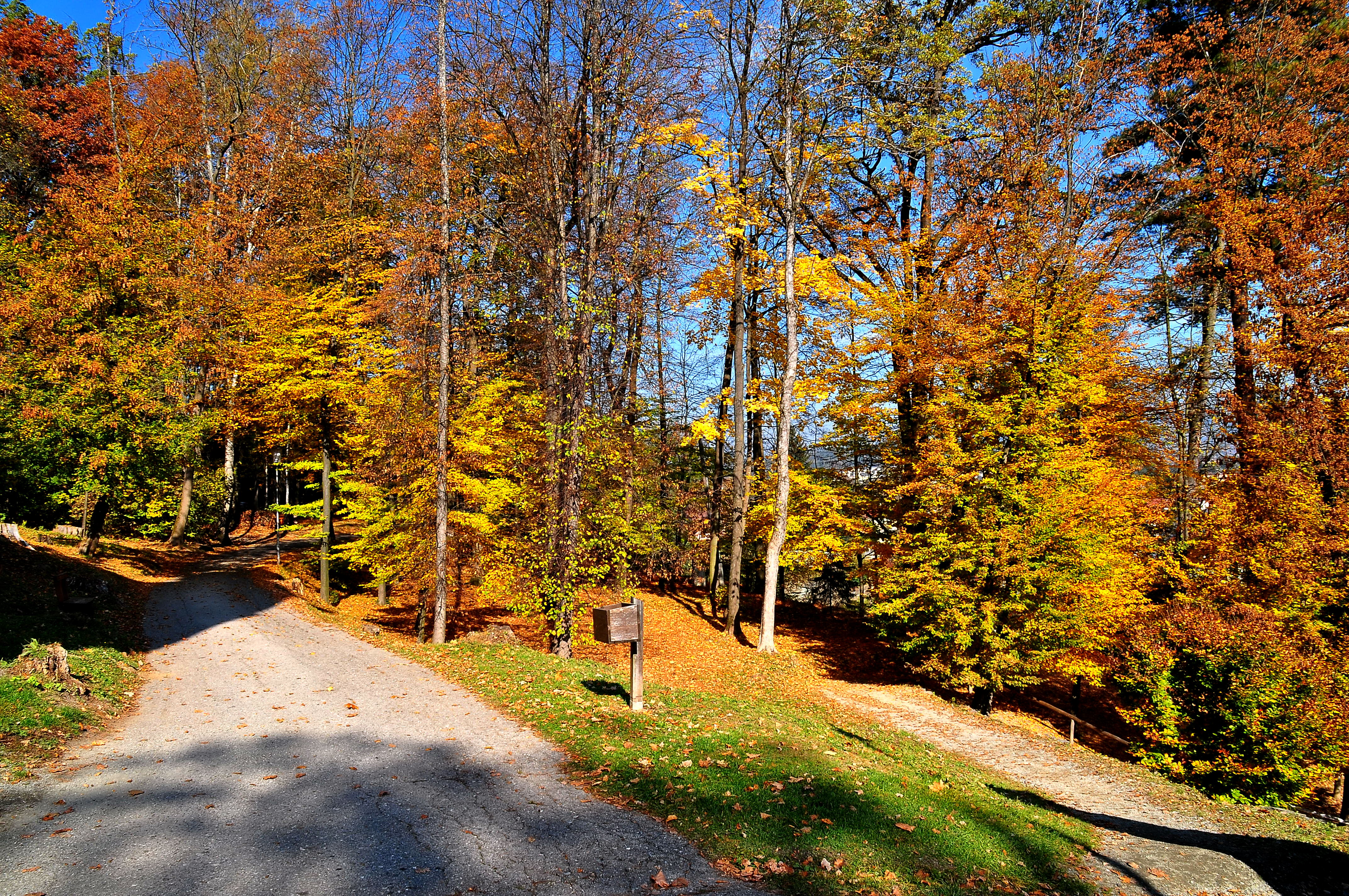
Herbstlicher Buchenwald nordöstlich der Kreuzberglkirche

Das Kreuzbergl ist der „Hausberg“ von Klagenfurt am Wörthersee. Obwohl das Kreuzbergl – sprachlich eine Verkleinerungsform – mit 517 m ü. A. nur eine vergleichsweise kleine Erhebung ist, die nahe an das nordwestliche Eck des Stadtzentrums reicht, wird umgangssprachlich meist die gesamte Berggruppe zwischen dem Kreuzbergl und den Hallegger Teichen mit dem Kalvarienberg (588 m) und dem Falkenberg (671 m) als „Kreuzbergl“ bezeichnet.
Bis zum Jahr 1742 wurde der Berg auch Wölfnitzberg oder Steinbruchberg genannt. Das Kreuzbergl ist durch die Nähe zum Stadtgebiet und mehrere kleine Teiche ein beliebtes Naherholungsgebiet, wozu auch die Sternwarte, der Botanische Garten und das Bergbaumuseum beitragen.

## Geologie
Geologisch gesehen zählt das Kreuzbergl zum Altkristallin, sein Gestein, der sog. „Kreuzberglschiefer“ ist ein sehr hartes Grüngestein, welches schon seit dem 16. Jahrhundert in mehreren großen Steinbrüchen abgebaut wurde (daher der alte Name „Steinbruchberg“). Sie lieferten großteils das Material für die Klagenfurter Stadtbefestigung, für zahlreiche Häuser und nicht zuletzt stammt auch von dort der riesige Steinblock, aus dem der Lindwurm gehauen wurde.
Spuren von historischem Bergbau lassen sich am Kreuzbergl noch im Bereich des historischen Steinbruchs am Ostfuß des Kreuzbergls, des Falkenberges, des Grazerkogels oder der Fliehburghöhe, wo auf silberhaltigen Bleiglanz und Eisen geschürft wurde, finden. Darauf bezieht sich auch der „Atzgrubenweg“ (alte Bezeichnung für Erz), der von der Kellerstraße zur Zillhöhe führt.

## Flora und Fauna
Die landschaftliche Vielfalt des Kreuzbergls spiegelt sich in einer Vielzahl von Lebensräumen und Pflanzengesellschaften wider. So finden sich hier je nach Exposition die verschiedensten Waldtypen, wie Rotföhrenwälder, Buchen-Tannen-Fichten-Wälder, Buchenwälder, Eichen-Hainbuchenwälder, Blockwälder, Au- und Bachbegleitwälder, Bruchwälder, weiters Quell- und Bachfluren, Sümpfe, Moore, Röhrichte, Teiche mit Wasserpflanzen und Verlandungsgesellschaften, heideartige Formationen, Felsspaltengesellschaften, Magerrasen und im Kulturbereich Fettwiesen, Viehweiden, Ruderalflächen, Mauergesellschaften usw.
Besonders im südöstlichen Gebiet des Kreuzbergls um St. Martin befinden sich größere Bestände an Edelkastanienbäumen, welche auf Bäume, die anlässlich der Eröffnung der Sternwarte 1965 gepflanzt wurden, zurückzuführen sind. In vielen Teilen des Waldes, vor allem in den forstwirtschaftlich genutzten Gebieten des Falkenberges, dominieren Fichten- und Rotföhrenbestände. Zudem kommen auch einige Neophyten vor, insbesondere die Amerikanische Kermesbeere.
Besonders erwähnenswert ist der Weingarten südwestlich Schloss Freyenthurn, der wegen des günstigen Kleinklimas in unmittelbarer Nähe des Wörthersees hervorragende Weine liefert.
Die Gesamtartenzahlen aller am Kreuzbergl vorkommenden Pflanzen liegen noch nicht exakt vor und sind noch zu erheben, an Farn- und Blütenpflanzen gibt es schätzungsweise etwa 500, darunter 12 gänzlich geschützte Orchideen-Arten; zu erwarten ist auch eine große Vielfalt an Pilzen; allein bei einer Tagesexkursion im Bereich Falkenberg wurden im Jahre 2004 168 Arten festgestellt; auf den Reichtum an verschiedenen Moosen (ca. 300, darunter zwei für Kärnten neue Arten) und Flechten wurde schon hingewiesen, genauere Kartierungsarbeiten sind aber auch hier noch vorgesehen.
Dass auch die Tierwelt am Kreuzbergl äußerst vielfältig und artenreich vertreten ist, zeigt allein eine Bestandsaufnahme im Botanischen Garten aus dem Jahre 1995: hier wurden nicht weniger als 586 verschiedene Insekten- und Spinnenarten nachgewiesen, darunter mehrere Erstnachweise für Kärnten und eine für die Wissenschaft gänzlich neue Kleinzikade.

## Kreuzberglkirche und Landesgedächtnisstätte
Im Jahr 1692 wurde von Christian Anton von Leyersperg an der Stelle der heutigen Kreuzberglkirche ein großes Kreuz errichtet. Im Jahr 1737 folgte die Kirche mit der Kalvarienberganlage, die im Jahr 1778 eingeweiht wurde. Nach dem Krieg wurde diese in die Landesgedächtnisstätte für die Gefallenen umgestaltet und im Jahr 1959 eingeweiht. Die Mosaike in den einzelnen Kreuzwegstationen schuf Karl Bauer. Vom Portal der Kirche blickt man die Radetzkystraße entlang direkt zur Stadtpfarrkirche.

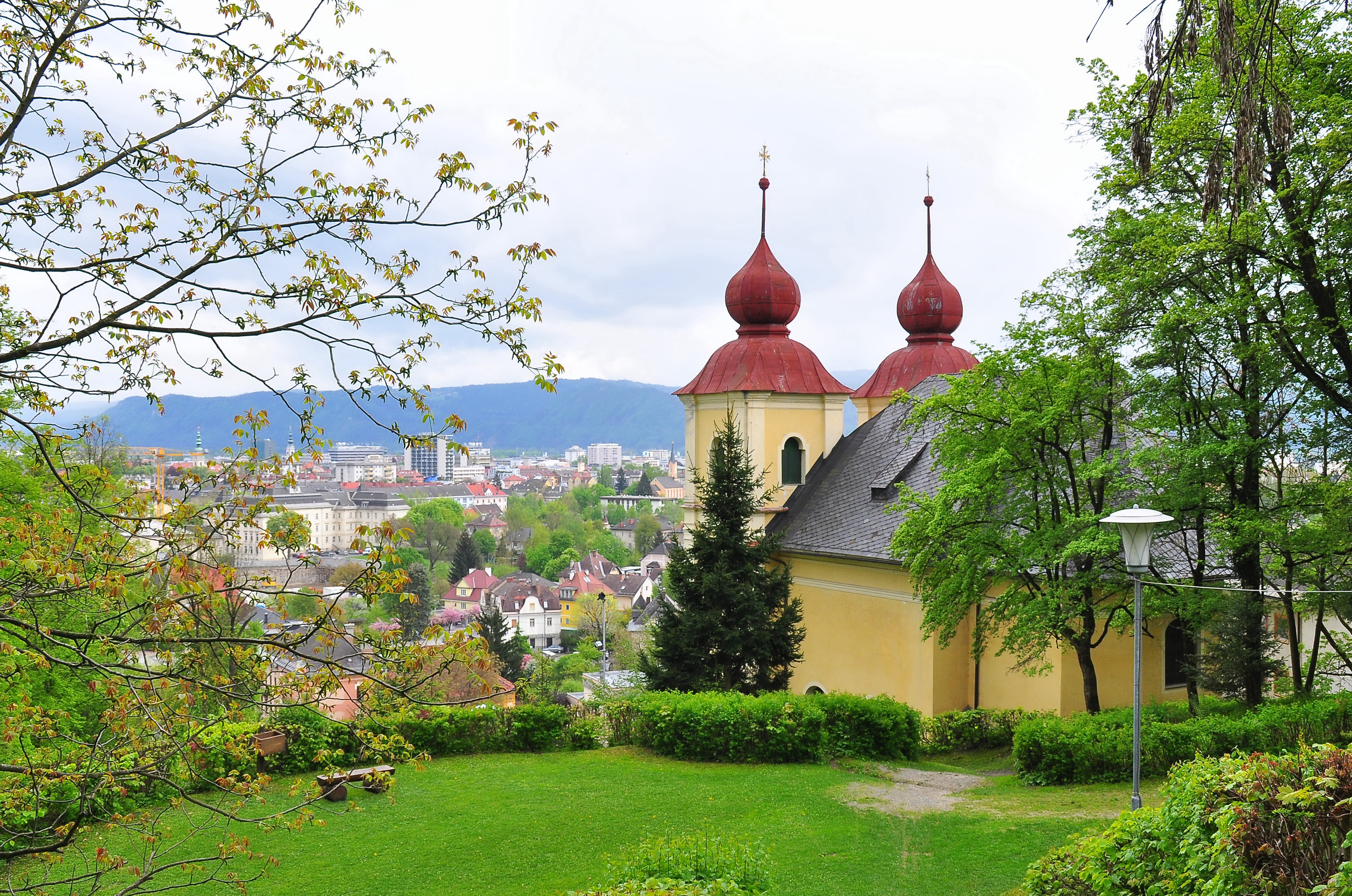
Filialkirche Heiliger Thaddäus
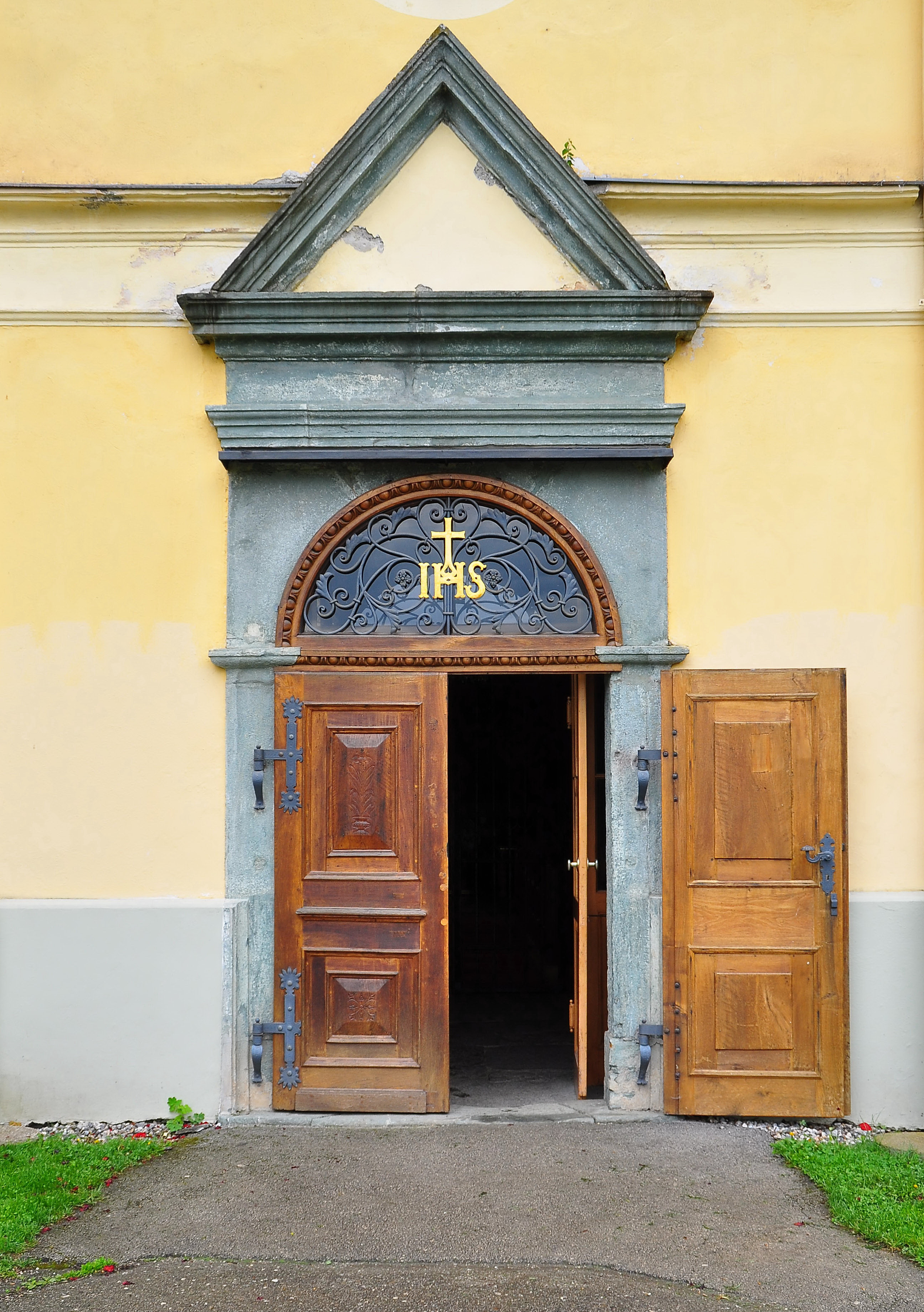
Eingang zur Kreuzberglkirche
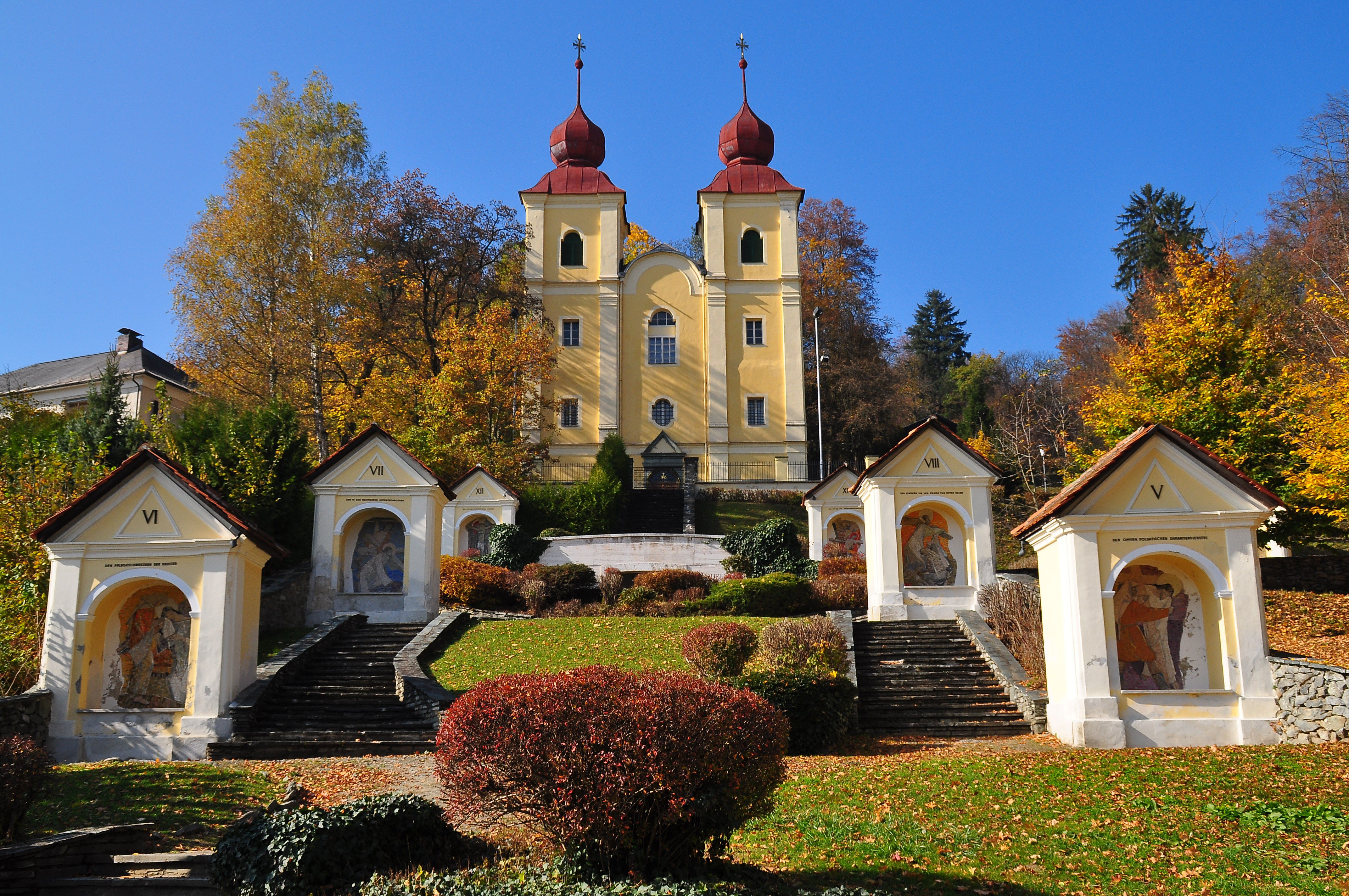
Kreuzberglkirche mit Landesgedächtnisstätte und Kreuzweg
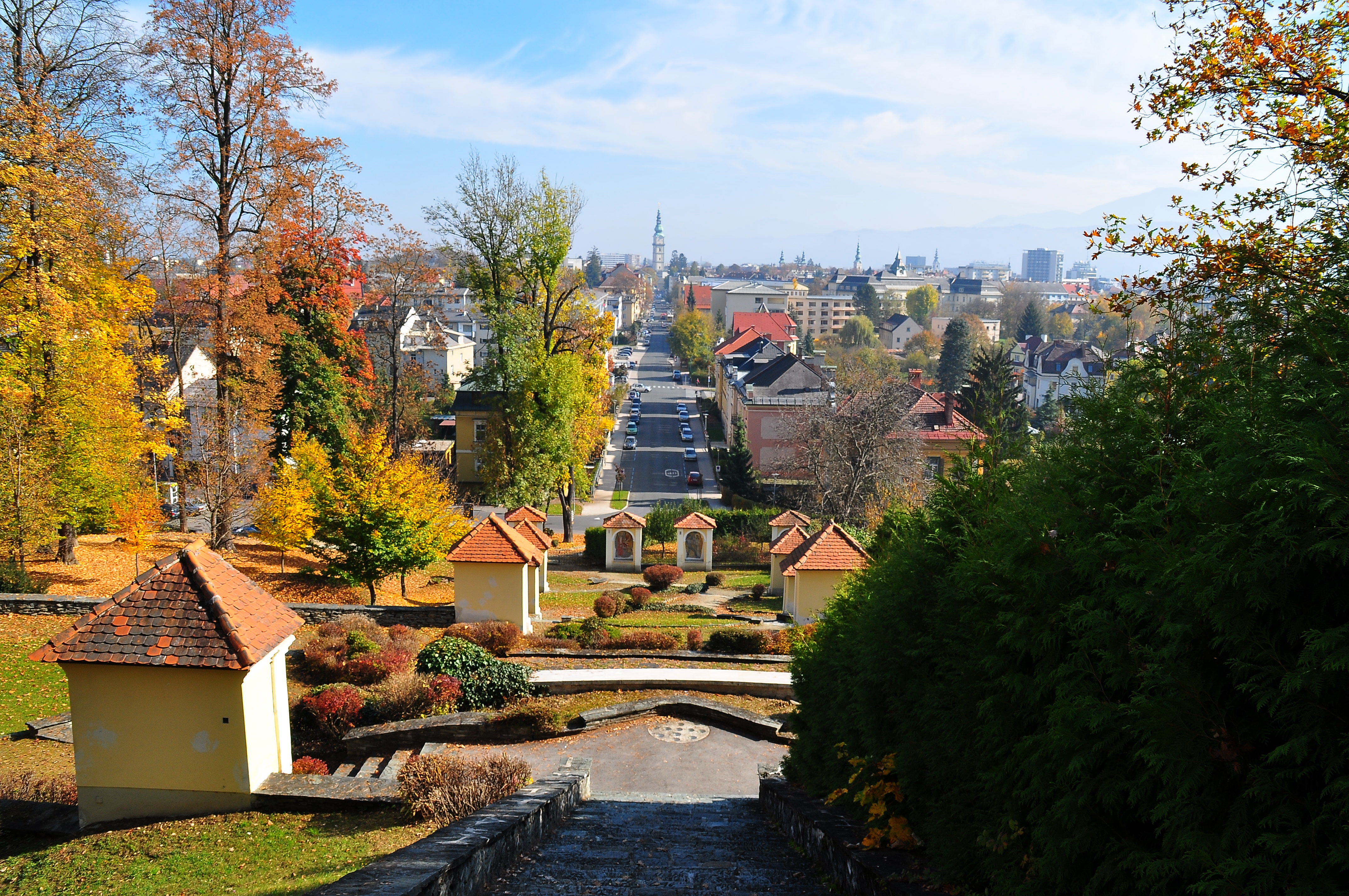
Landesgedächtnisstätte mit Radetzkystraße

Als Inhaber der Eigentumsrechte wird hier ein „Katholisches Benefizium am Calvarienberg“ geführt. Kernstück der Anlage ist die Gedächtniskapelle, manchmal auch als „Krypta“ oder „Gruft“ bezeichnet, ein Stahlbetonbau, der in den Hang hineingebaut ist. Im Innenraum der Gruft befindet sich eine Darstellung des Auferstandenen. Links und rechts davon auf einer Ablage zwei Bücher, in denen die Namen von 22.000 gefallenen Kärntnern eingetragen sind. Zwei Marmortafeln mit den Namen der Stifter und der Erbauer sind an den Seitenflächen der Gruft montiert.

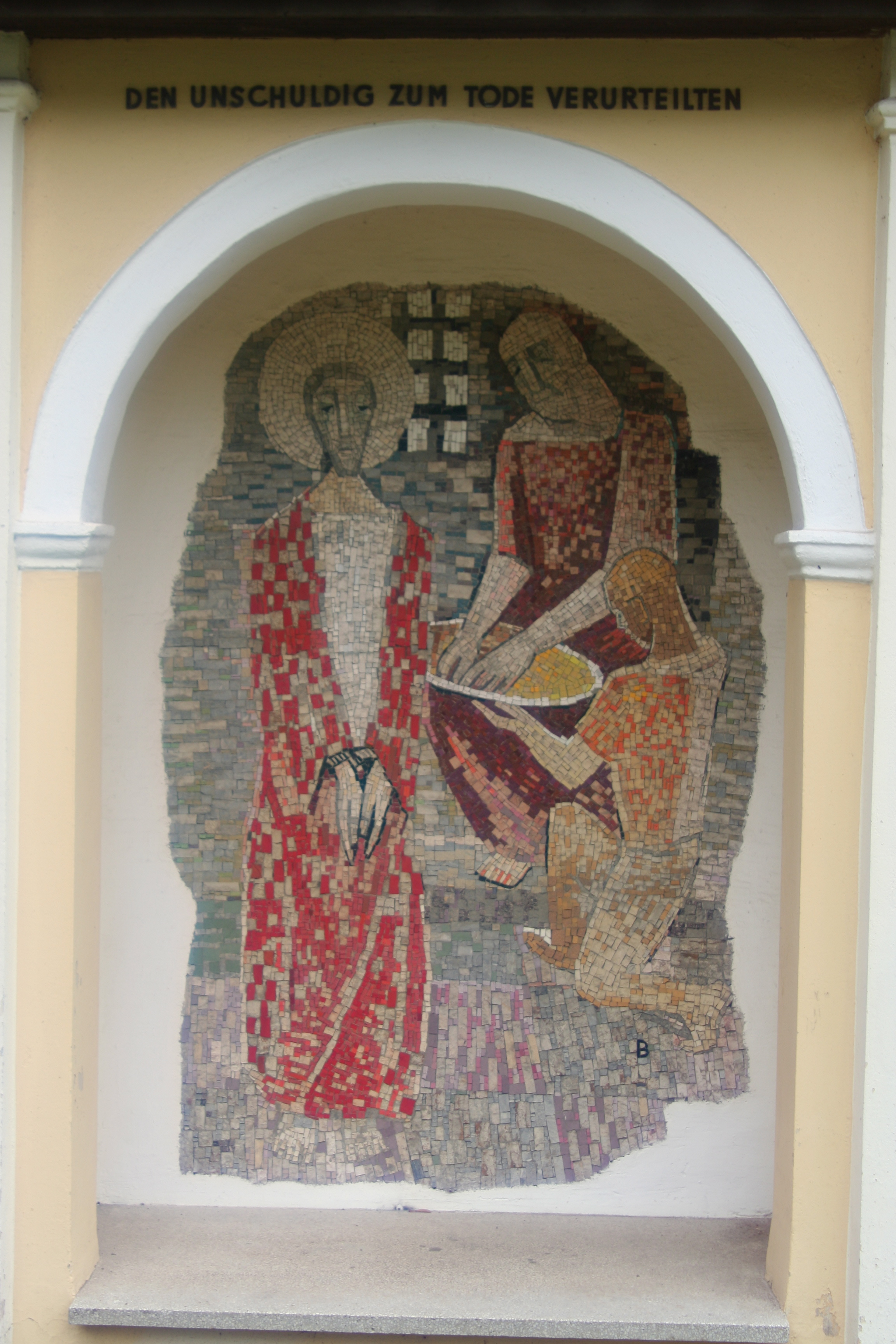
Klagenfurt – Kreuzbergl – Landesgedenkstaette – Kreuzweg2
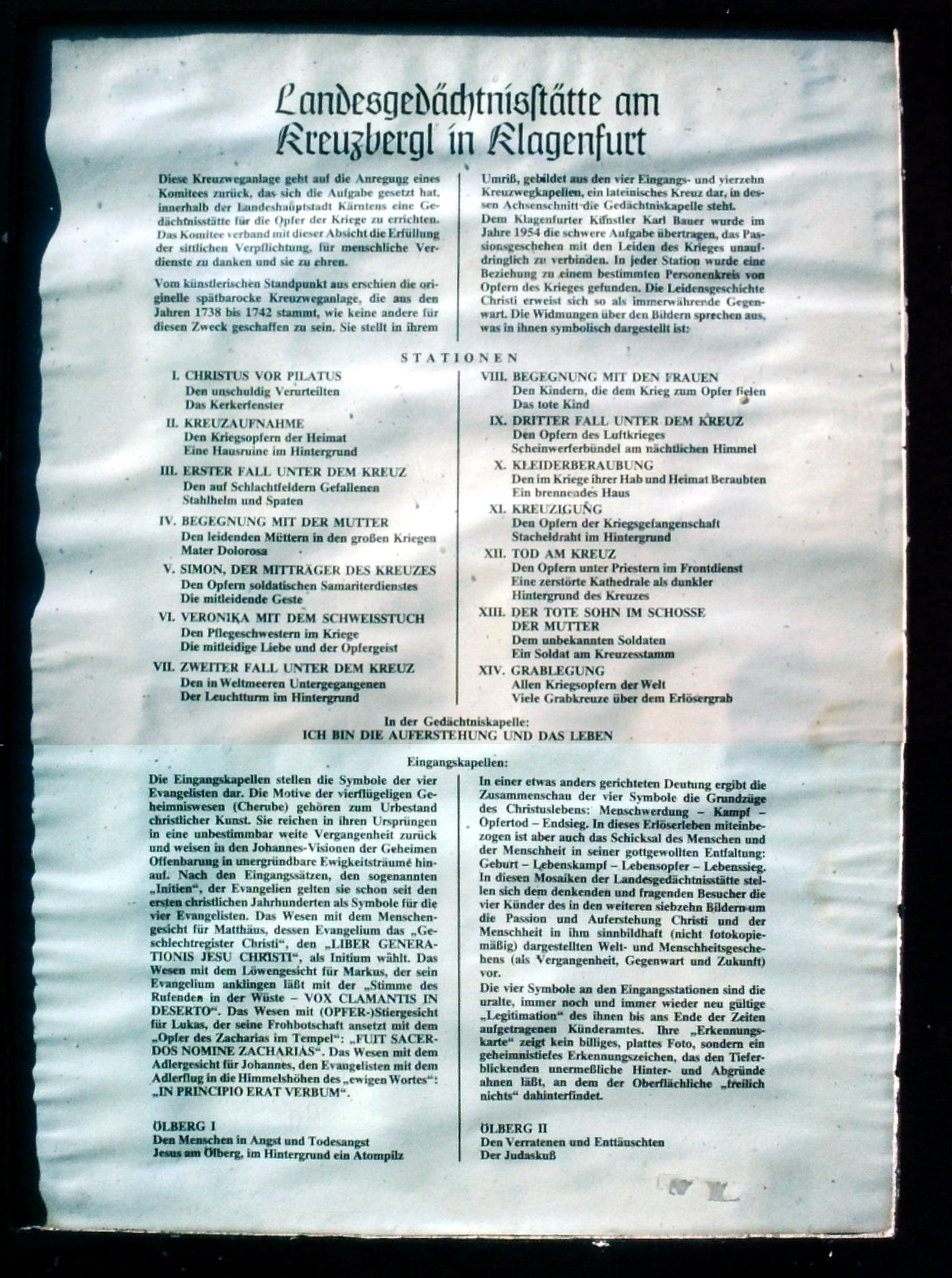
Begleittext (kombiniert)
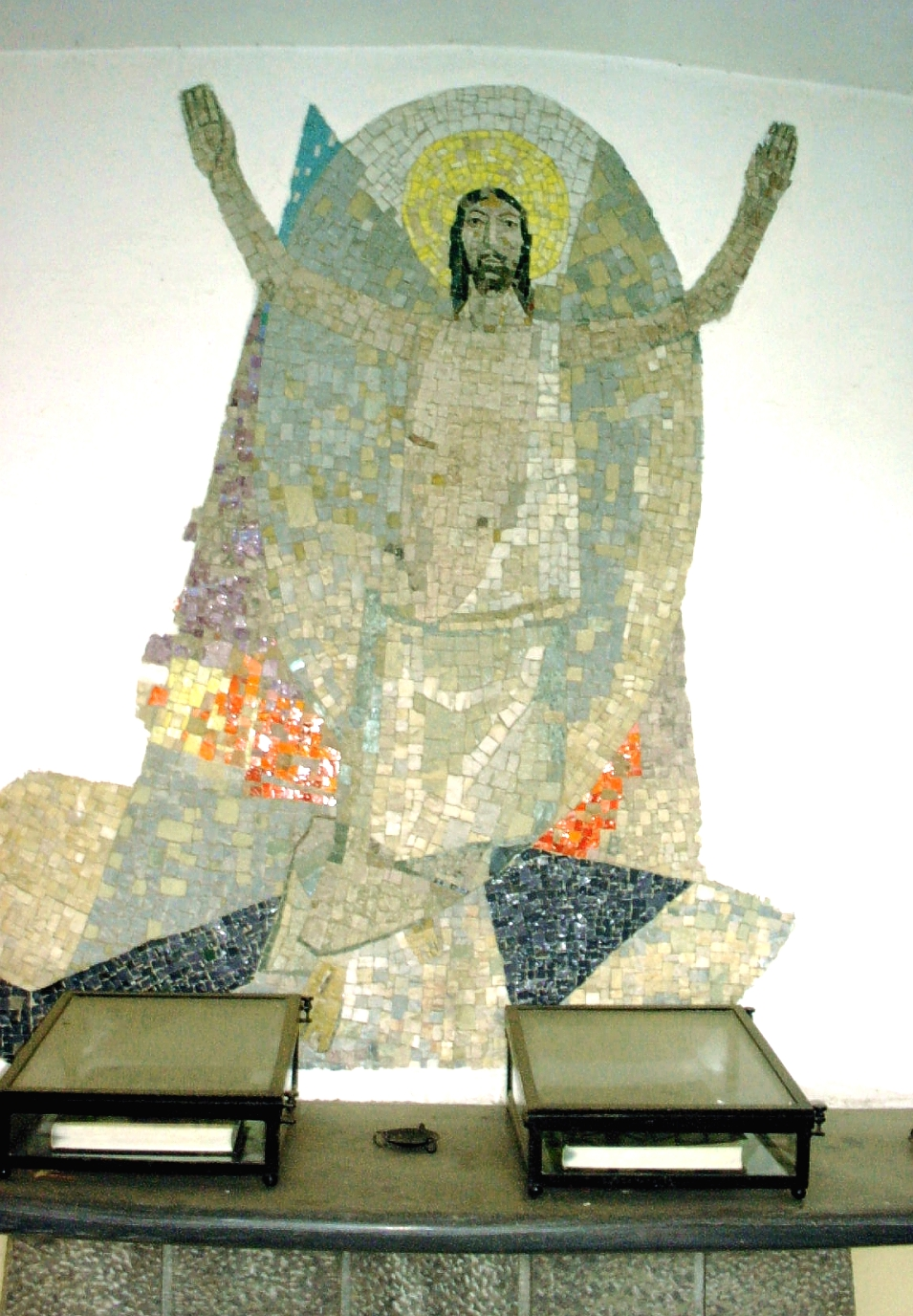
Die Auferstehung
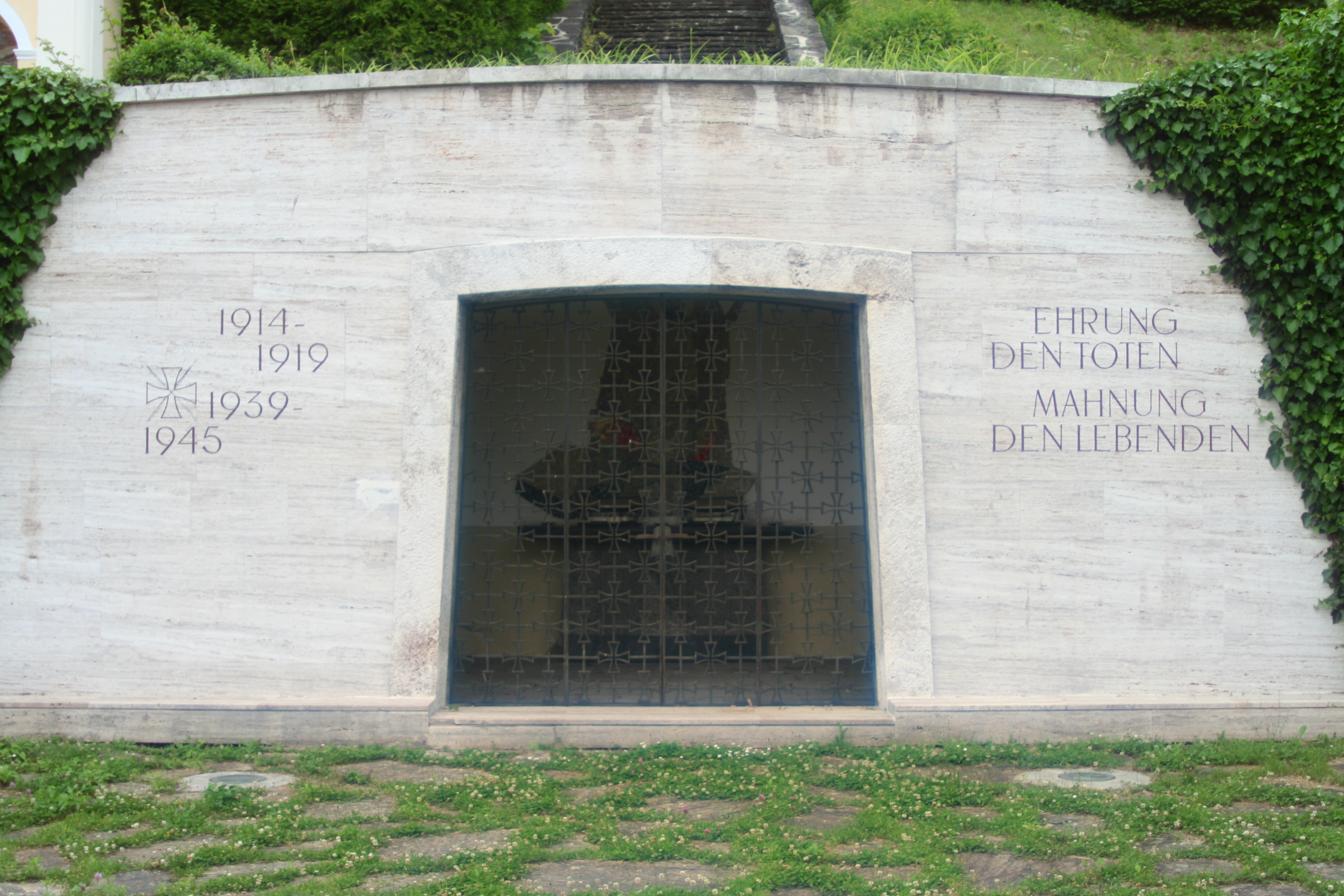
Klagenfurt – Kreuzbergl – Landesgedenkstaette – Gruft

An der Außenseite Ost folgende Inschriften: Außen links. „1914–1918, 1939–1945“. Außen rechts: „Ehrung den Toten, Mahnung den Lebenden“.
Sie ist eine nicht unumstrittene Gedenkstätte. Der Historiker Gerhard Sladek und seine Mitautoren sehen hier ein Beispiel für Kulturgüterschutz und verstehen darunter die Pflege und den Erhalt von denkmalgeschützten Objekten. Hingegen findet der Historiker Helge Stromberger hier Anleihen in der NS-Ideologie.

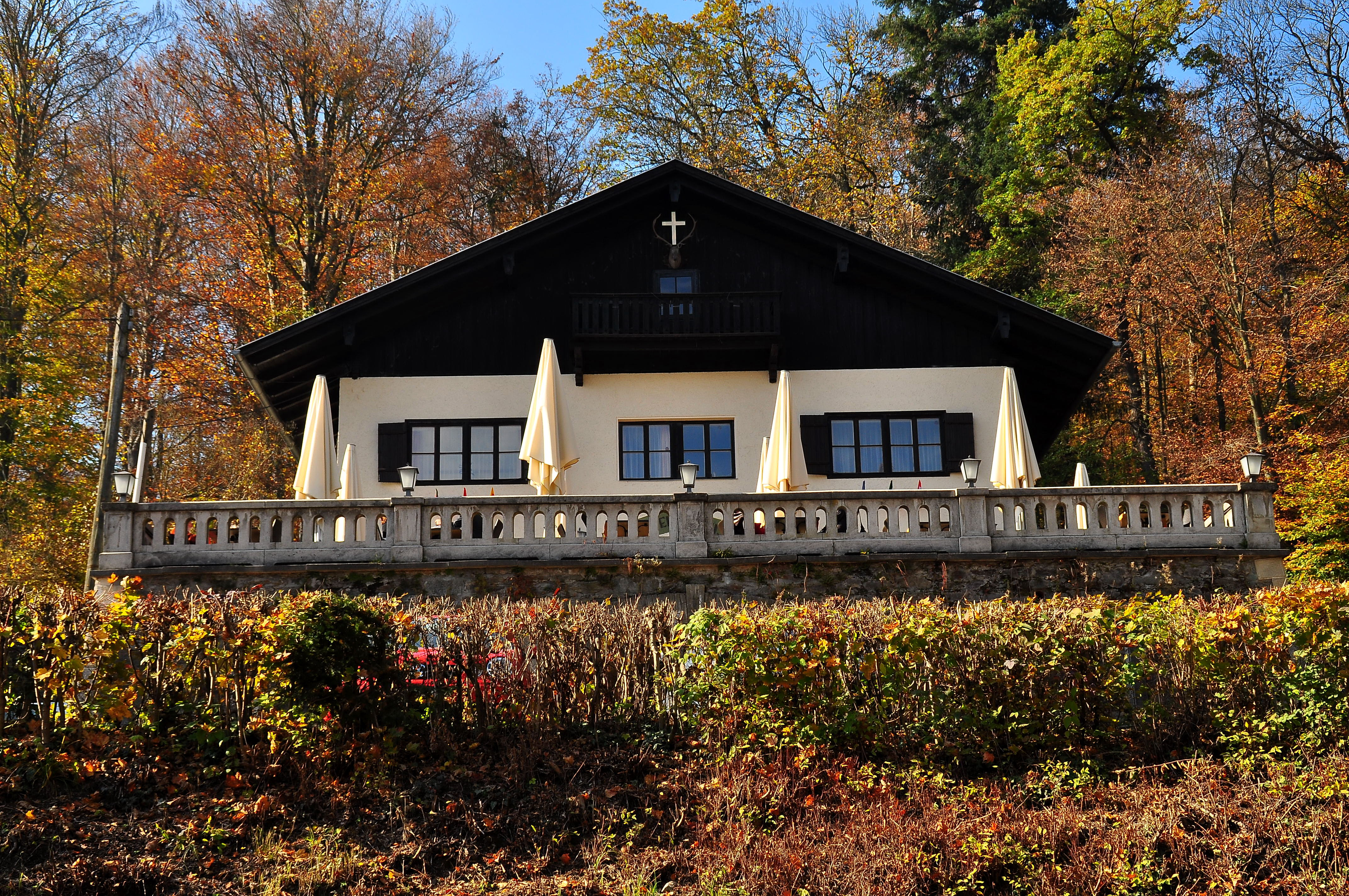
Gasthaus „Schweizerhaus“

## Martin Ritter von Kink-Denkmal, das Schweizerhaus und die Kinkstraße
Martin Ritter von Kink war der Gründer der Kaiser-Franz-Josef-Anlagen am Kreuzbergl. Als k.k. Oberbaurat in Klagenfurt schlug er anlässlich des Kaiserbesuches am 20. Mai 1850 vor, auf dem Kreuzbergl einen Platz für ein Volksfest und ein Landesschießen herzurichten. Er wurde so zum Schöpfer des Kreuzbergl-Naturparks. Zunächst entstand die Waldwiese über dem Steinbruch mit den „Franz-Josephs-Anlagen.“ Auf Initiative des damaligen Vizebürgermeisters Josef Anton Gugitz erwarb die Stadt die Grundstücke und sicherte sie damit dauerhaft für die Öffentlichkeit. 1852 wurde das Schweizerhaus errichtet, in dessen Terrassenmauer am 6. September 1899 ein Denkmal für Kink enthüllt wurde. In der Substruktion der Schweizerhaus-Terrasse findet sich die korbbogenförmige Grotte mit geschwungener Senatorenbank und auf einem Sockel ruht die Kinkbüste aus Carrara-Marmor, die nach einem Entwurf des Wieners Otto Hofer vom Klagenfurter Bildhauer Josef Valentin Kassin ausgeführt wurde. Kink rief ein Kreuzbergl-Komitee ins Leben, das zunächst Aktien um 10 Gulden verkaufte und mit diesen und anderen Mitteln die Anlagen Zug um Zug erweiterte. Das Schweizerhaus selbst beherbergt heute einen Gasthofbetrieb, der als beliebtes Ausflugsziel gilt. Die gesamte Anlage wird nicht nur von Klagenfurter Bürgern genutzt, sondern erfreut sich auch besonderer Wertschätzung durch Gäste aus nah und fern. Die am Südost-Rand des Kreuzbergls verlaufende Kinkstraße hieß früher einfach „Am Kreuzberge“ und wurde am 16. September 1902 durch Beschluss umbenannt.

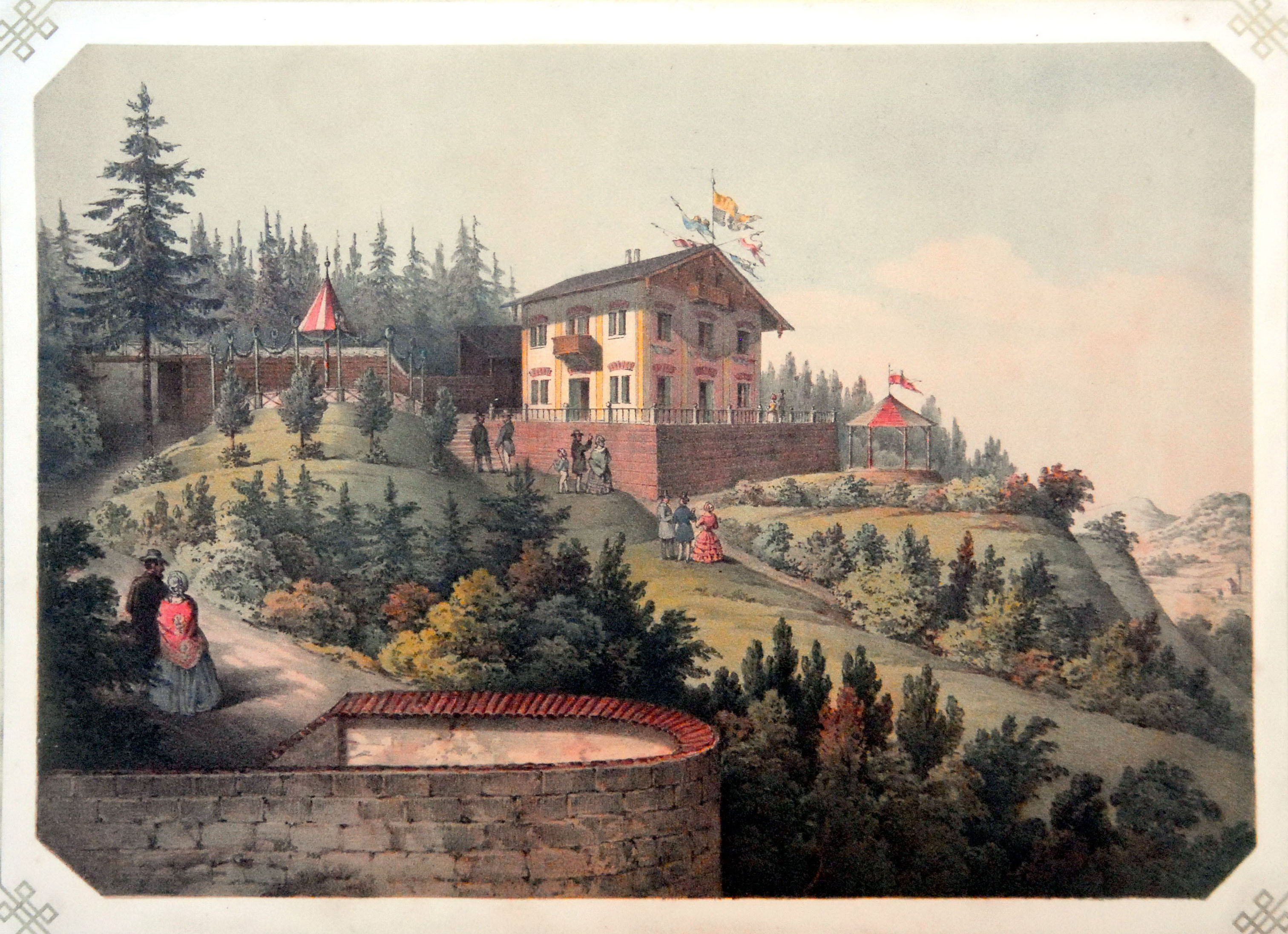
Kaiser Franz Josefs Anlagen mit Schweizerhaus (um 1856)
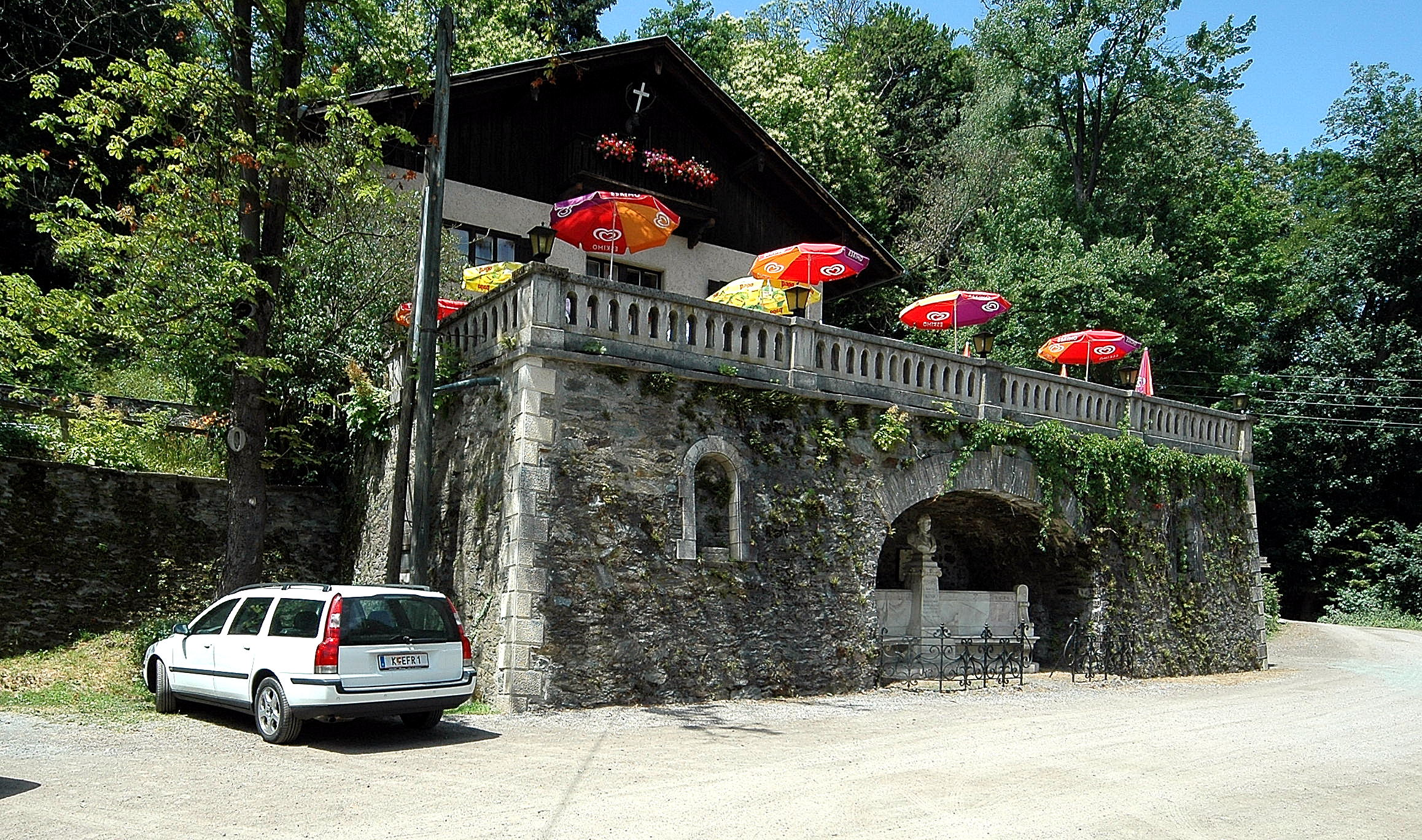
Schweizerhaus mit Terrasse und Denkmal-Grotte
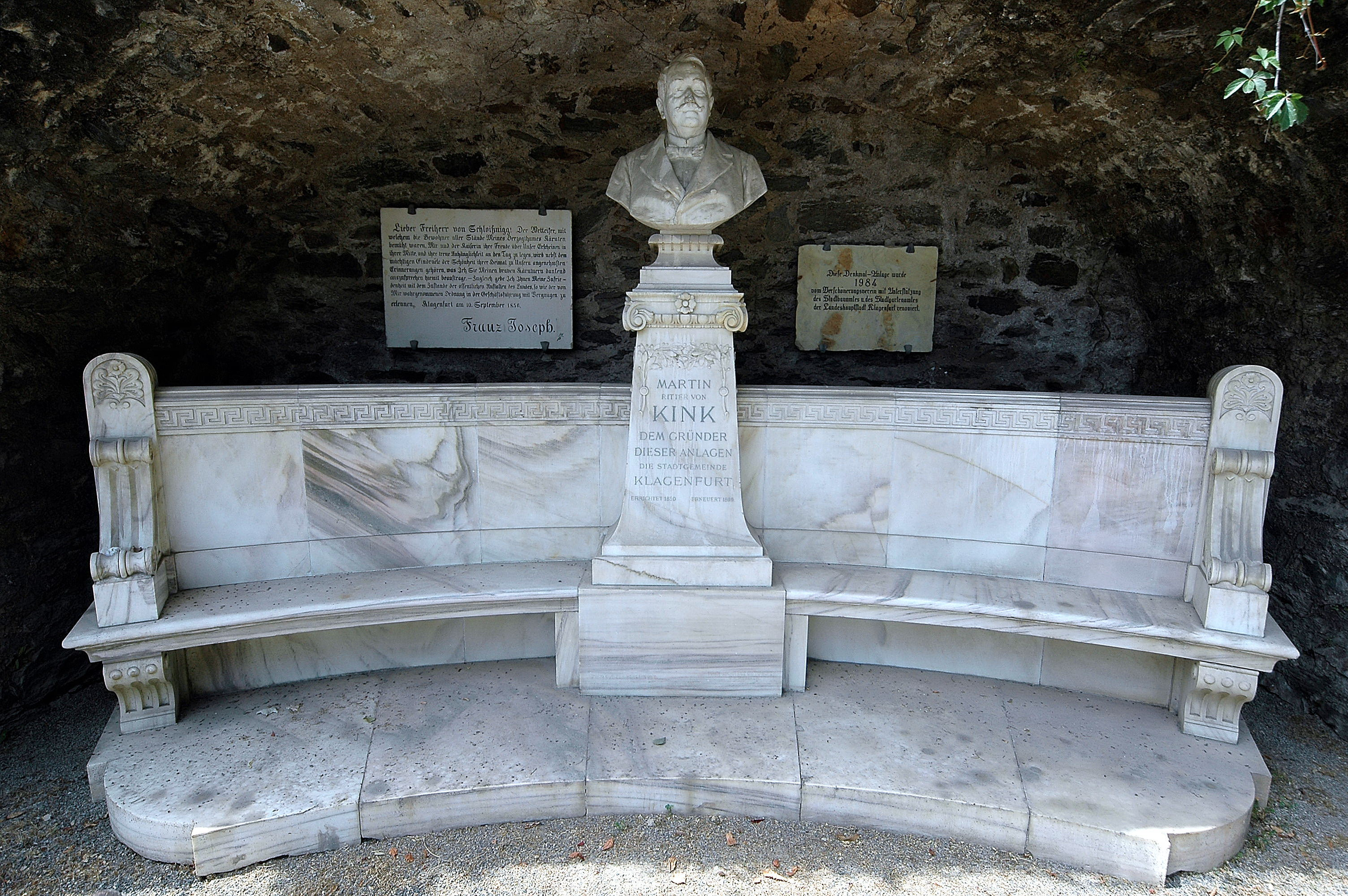
Martin Ritter von Kink-Denkmal in der Substruktion der Schweizerhaus-Terrasse
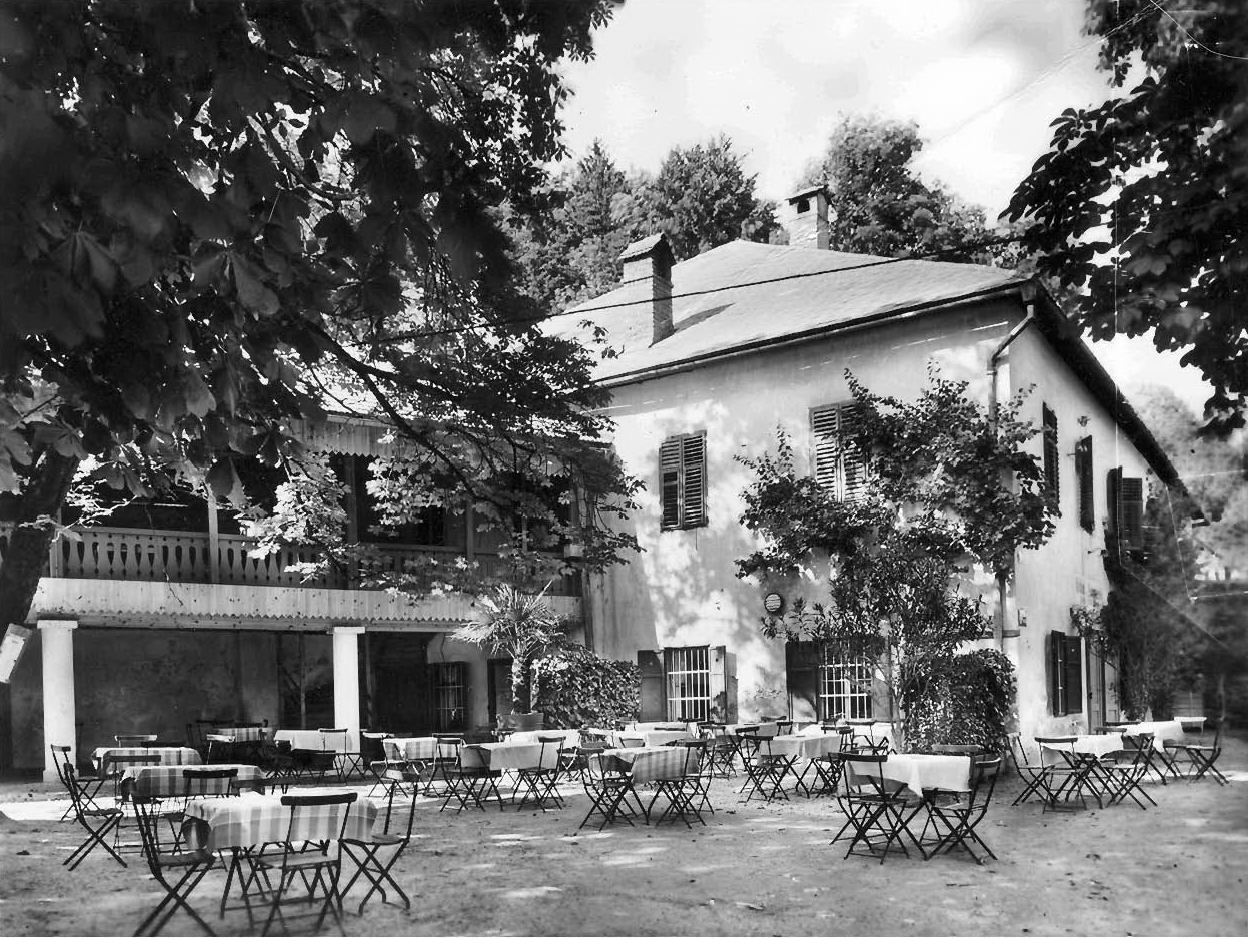
Gasthaus Karawankenblick in der Kinkstraße Nr. 36

So war zum Ort der Andacht ein solcher für Ausflügler und Spaziergänger gekommen.

## Gasthof „Zum Einsiedler“
Die Andachtsstätte Kreuzbergl war wesentlich älter als die Franz-Josephs-Anlagen. Schon 1692 war hier ein hohes Kreuz zur Aufstellung gelangt und ein Einsiedler hatte sich in die Waldeinsamkeit zurückgezogen. Und 1742 war es zum Kirchenbau gekommen.

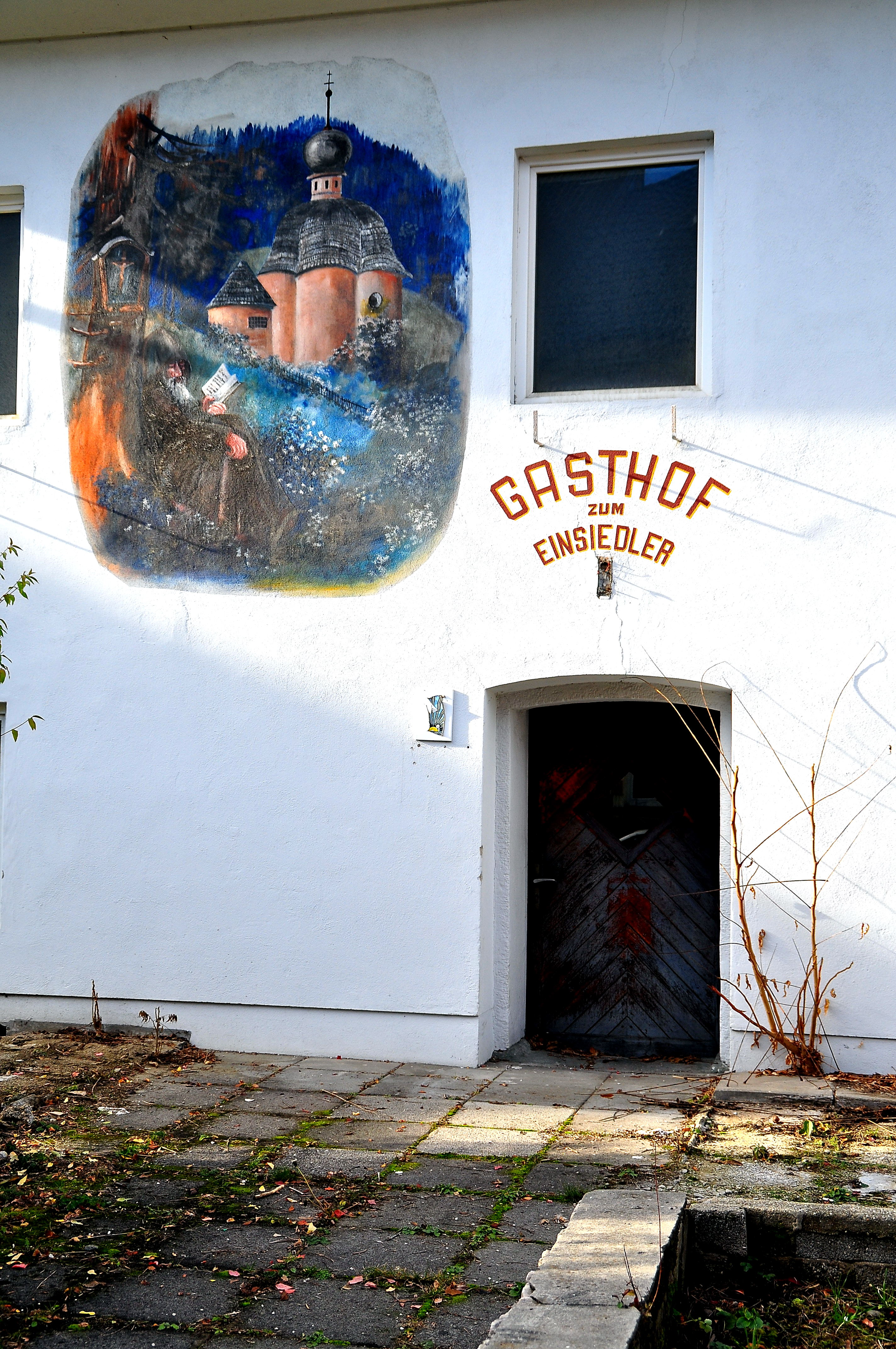
Eingangswand des Gasthofes „Zum Einsiedler“ in der Kinkstraße 2
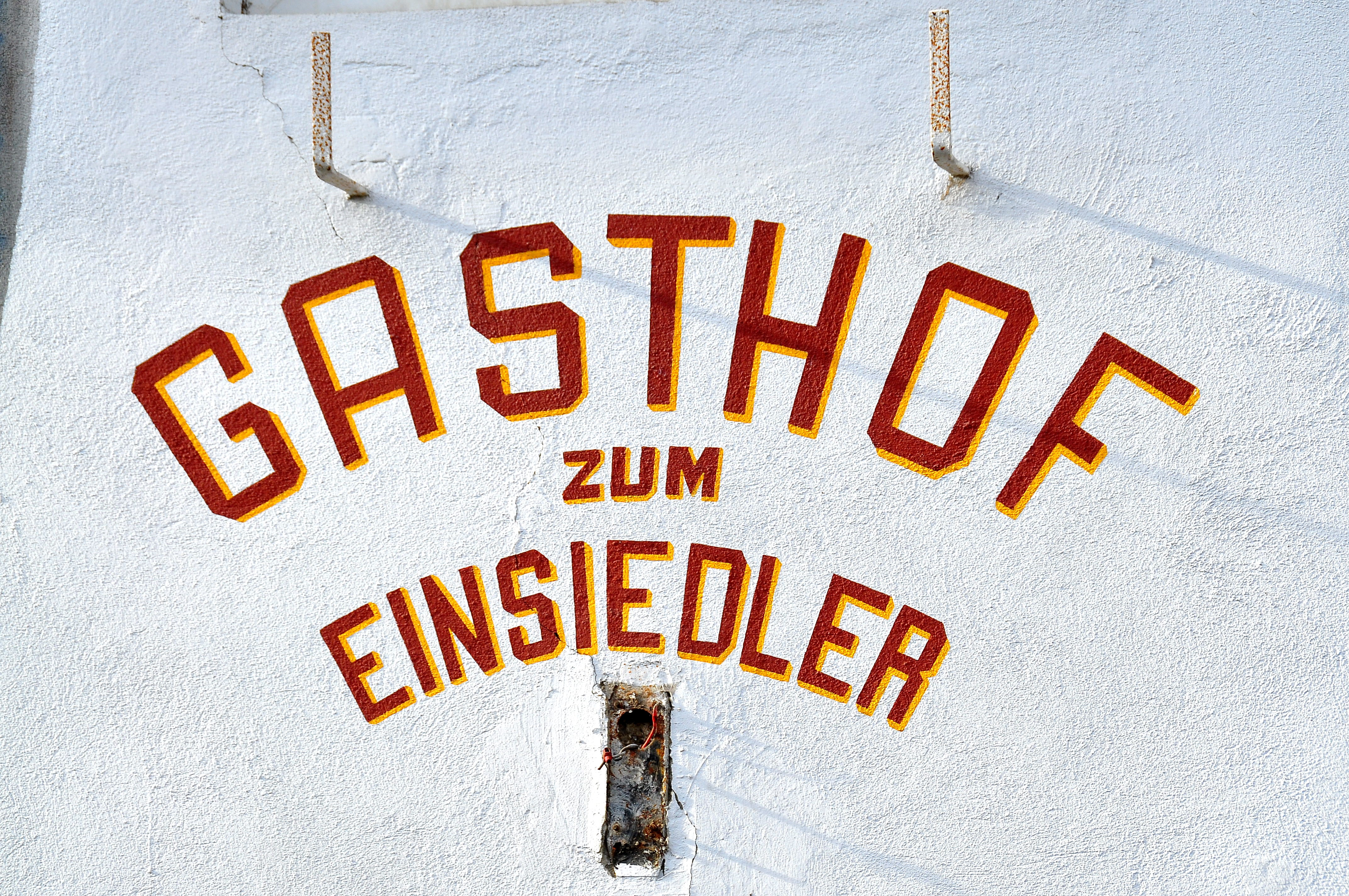
Wandaufschrift am „Gasthof zum Einsiedler“ in der Kinkstraße 2
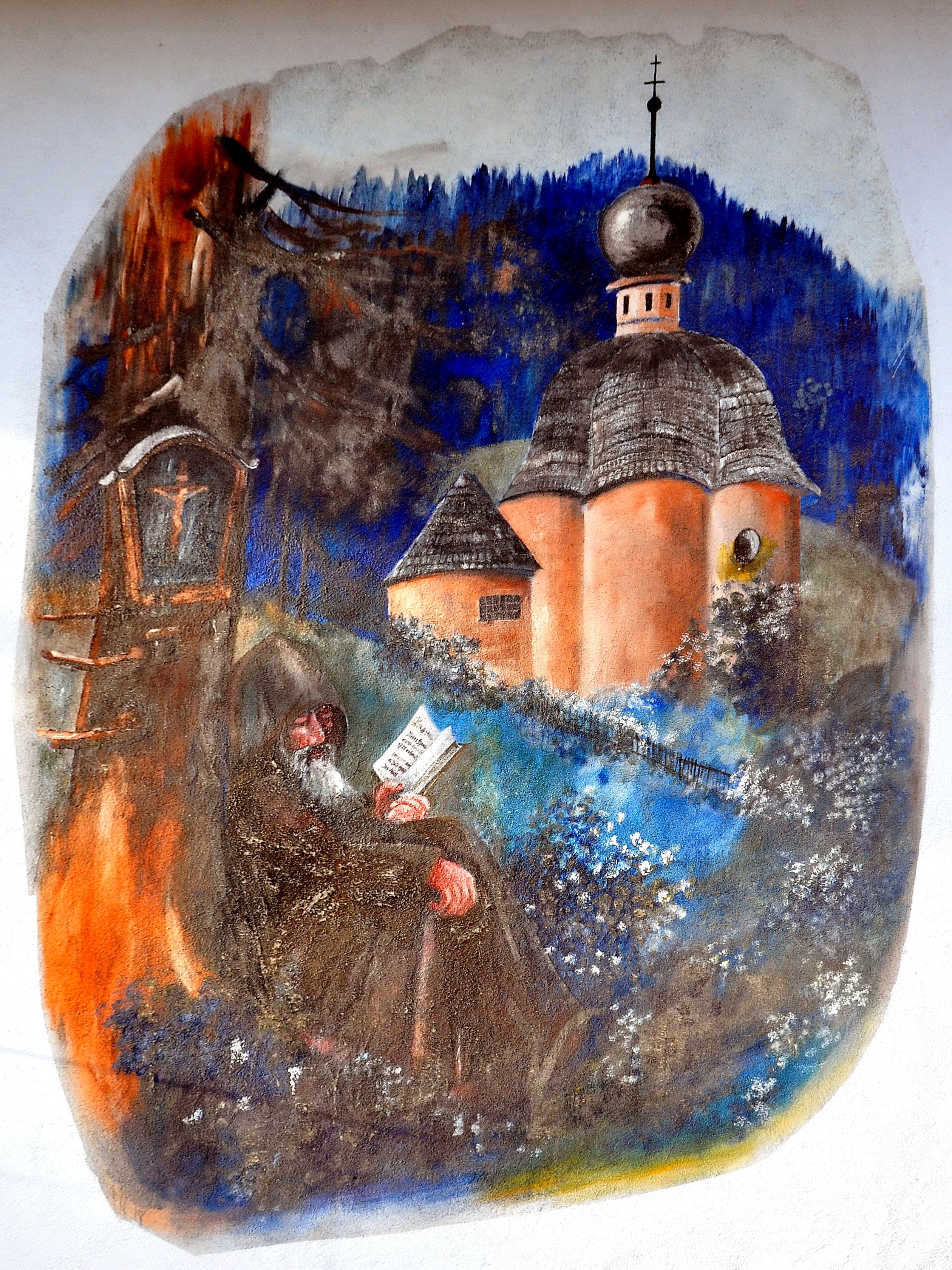
Wandmalerei am „Gasthof zum Einsiedler“ in der Kinkstraße 2
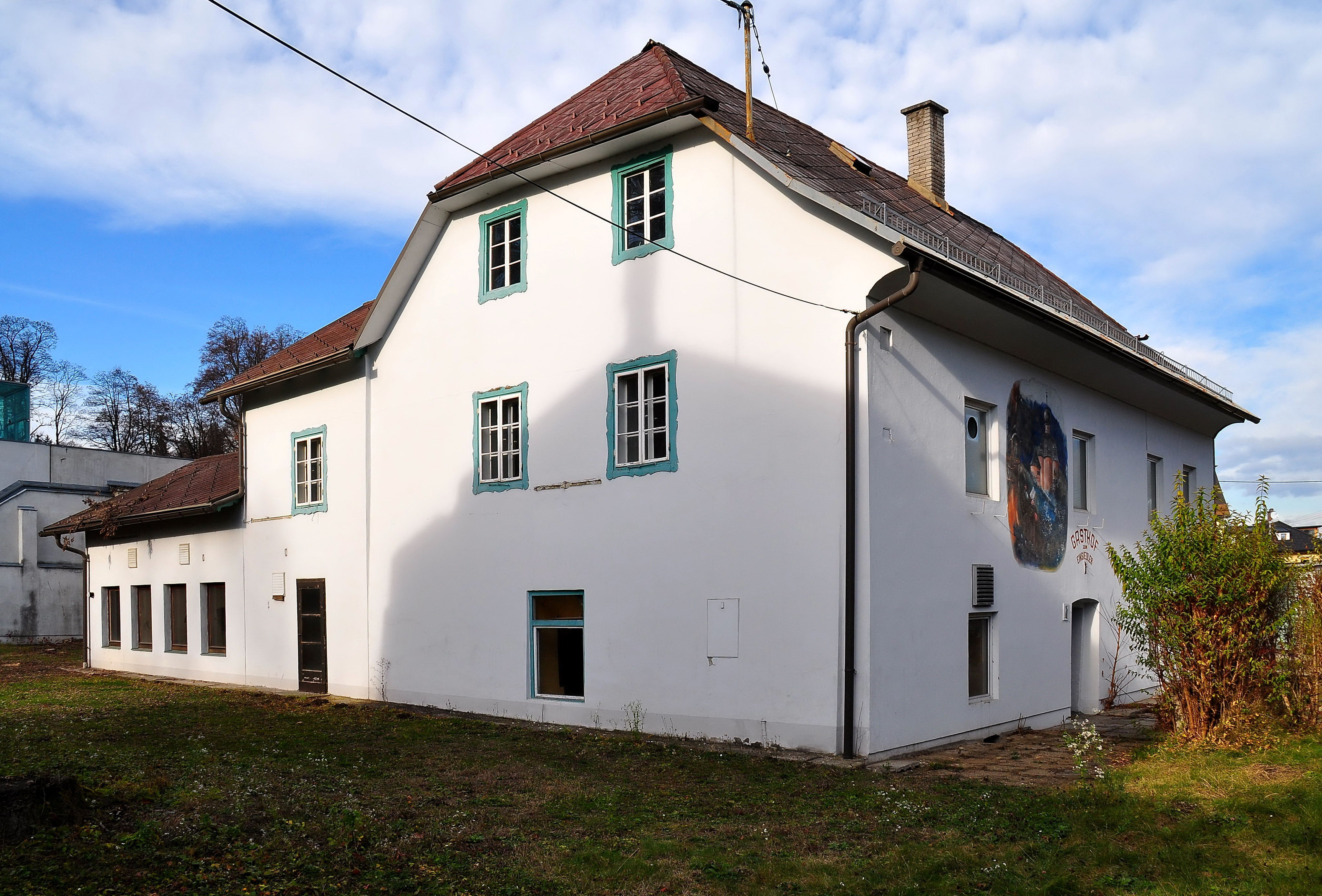
„Gasthof Zum Einsiedler“ in der Kinkstraße 2

Zur Erinnerung an den Eremiten wurde in der Kinkstraße Nummer 2 die traditionsreiche Restauration „Zum Einsiedler“ errichtet. Es war ein beliebtes Gasthaus. 2015 wurde das Gebäude geschliffen, um ein Wohnhaus zu errichten.

## Aussichtsturm mit Sternwarte

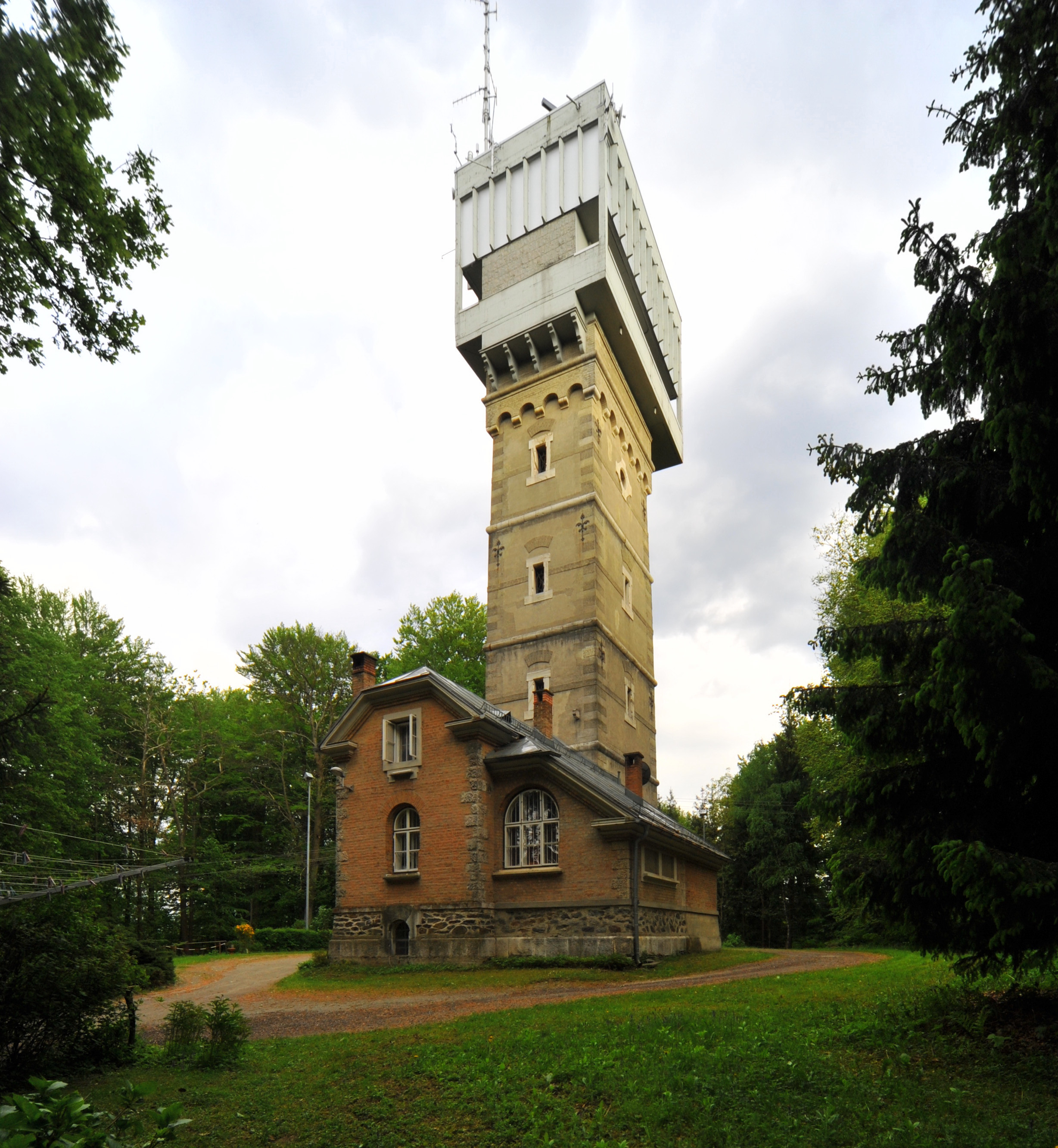
Aussichtsturm und Sternwarte

Der heutige Aussichtsturm stammt aus dem Jahr 1895 und ersetzte einen hölzernen Aussichtsturm. Er bietet nicht nur einen herrlichen Blick über die nahen Dächer der Stadt, sondern auch zu den Sternen, da hier seit 1965 die Sternwarte der Astronomischen Vereinigung Kärnten untergebracht ist.
Die Volkssternwarte mit Beobachtungsterrasse besitzt einen Refraktor von 135 mm Öffnung unter der Kuppel. Die Elternvereinigung der Realschule steuerte einen zweiten Refraktor bei.

## Militärische Schießstätte
Als Bestandteil der „Kaiser Franz Josefs Anlagen“ Mitte des 19. Jahrhunderts errichtet, diente die Schiessstätte militärischen Zwecken. Der Historiker Helge Stromberger geht davon aus, dass dieser Ort Ende des Zweiten Weltkrieges eine von den nationalsozialistischen Hinrichtungsstätten war. Bis in die 1970er Jahre wurden dort Schießübungen abgehalten. Dann wurde der Platz als Naherholungsgebiet an die Klagenfurter Bevölkerung zurückgegeben. Seitdem werden Schießübungen an anderen Plätzen abgehalten: Khevenhüller-Kaserne in Lendorf, Truppen-Übungsplatz Glainach bei Ferlach und andere.

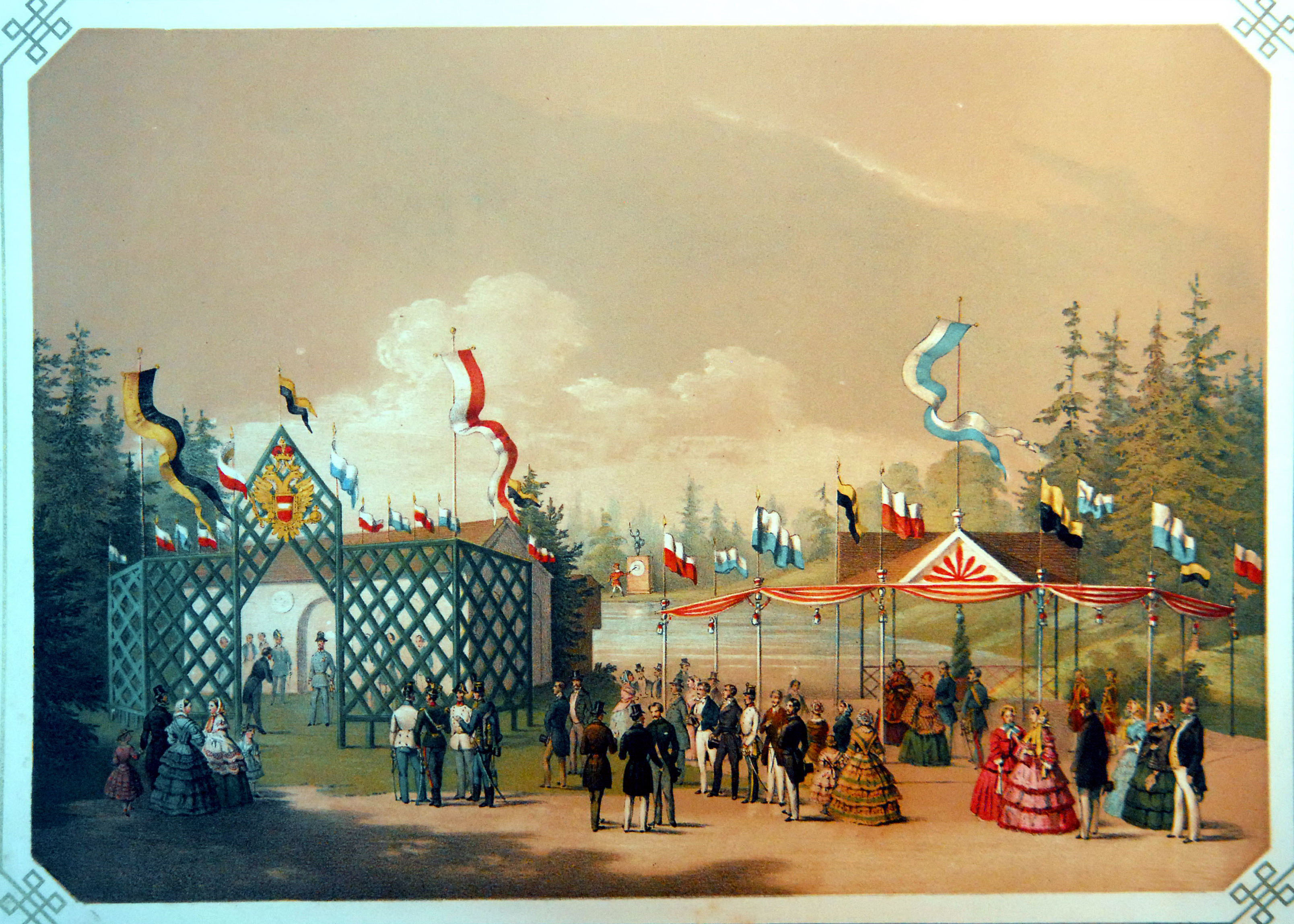
Kaiser Franz Josefs Anlagen an den Schiessstaetten (um 1856)
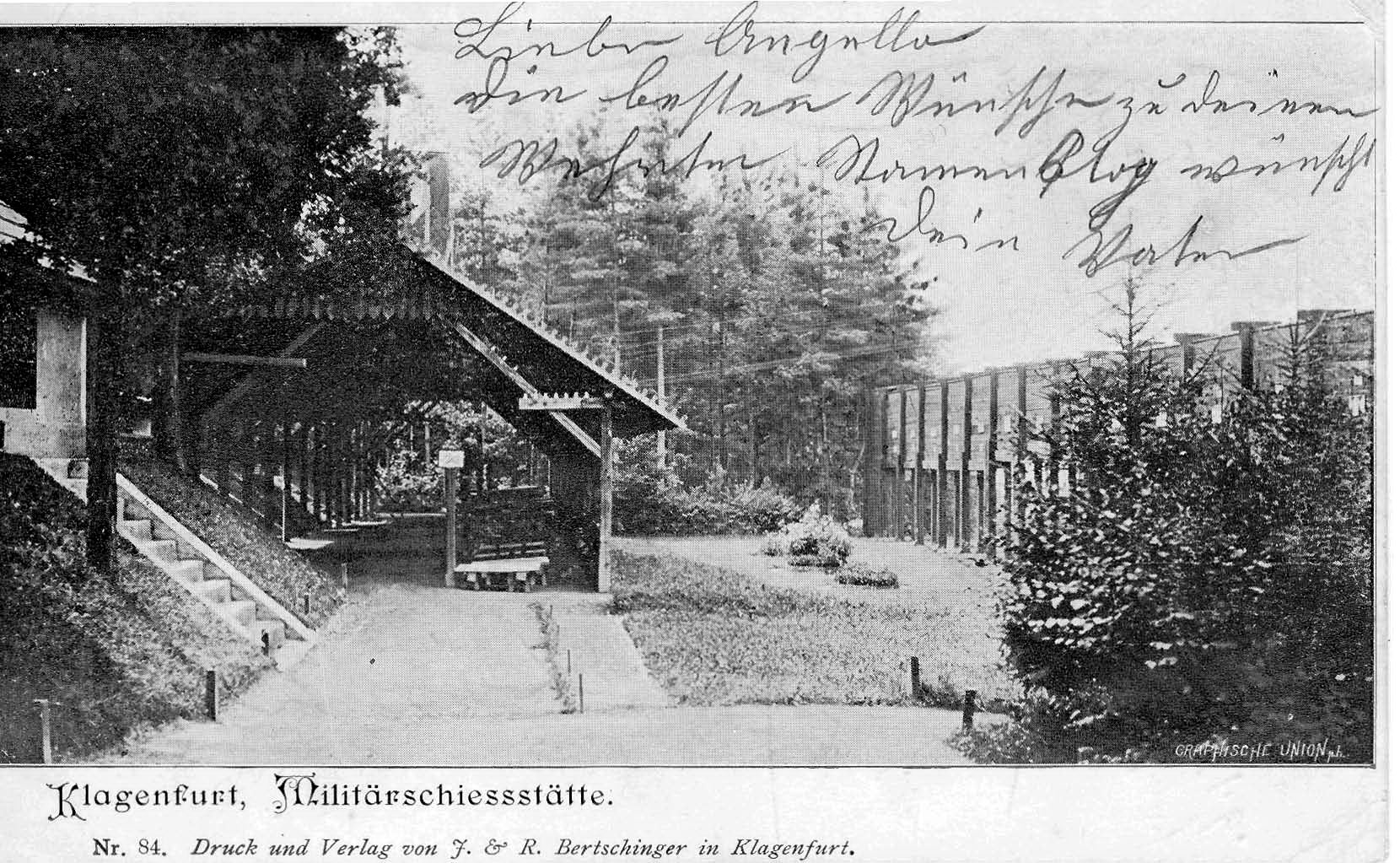
Militärische Schiessstätte um 1900
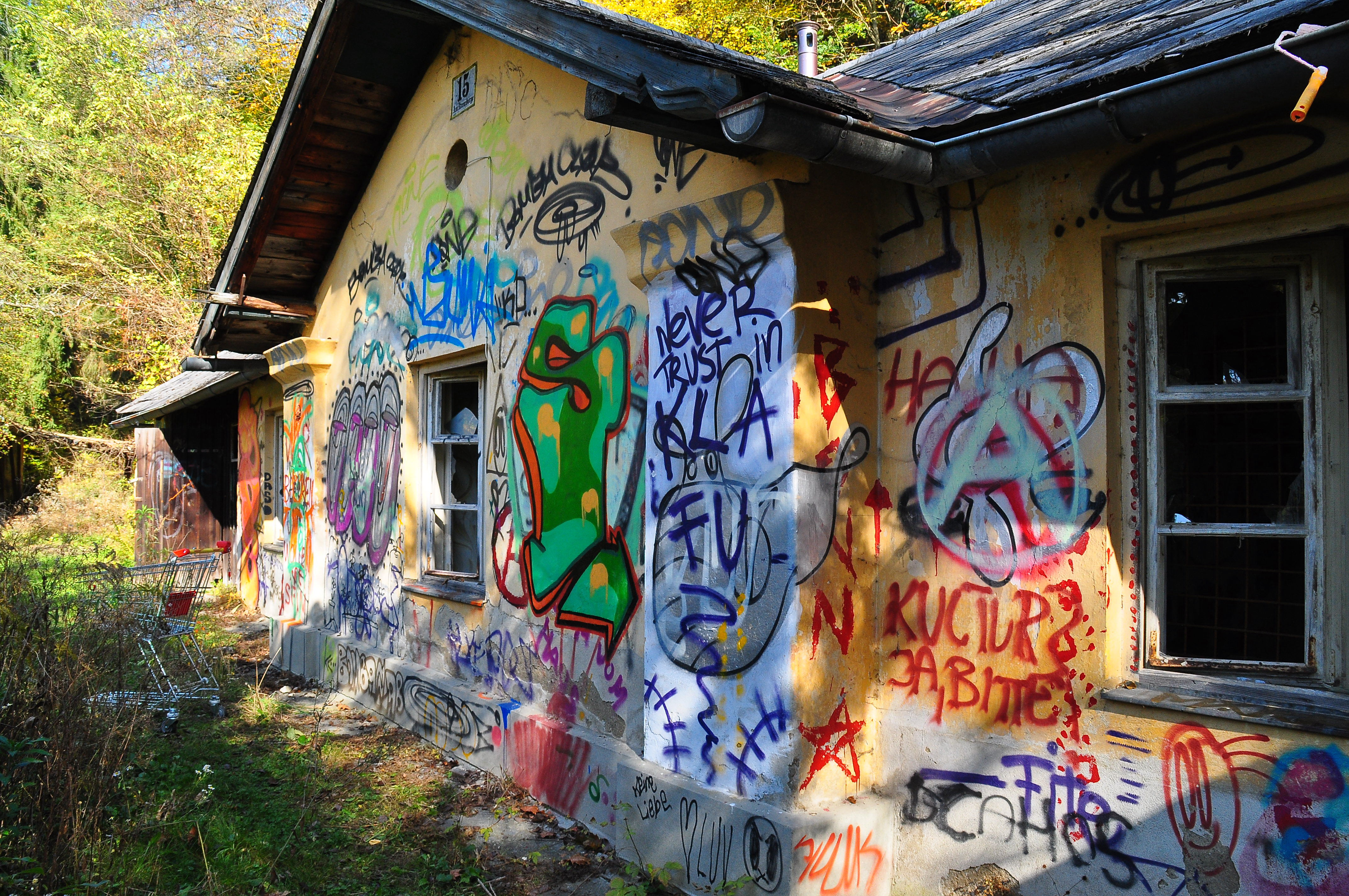
Am Kreuzberge 15

## Botanischer Garten und Bergbaumuseum
Der Botanische Garten ist Teil des Kärntner Botanikzentrums und besteht seit 1958 auf 1,2 Hektar Fläche in einem ehemaligen Steinbruch neben der Kirche. Hier wurde im Mittelalter Chloritschiefer abgebaut, aus dem der Lindwurmbrunnen und viele andere Klagenfurter Bauwerke geschaffen wurden. Der Botanische Garten bietet bei freiem Eintritt einen guten Überblick über die Pflanzenwelt Kärntens, zum Beispiel die Kärntner Nationalblume Wulfenia.
In der Felswand dieses ehemaligen Steinbruchs dringt heute der Stollen des Bergbaumuseums ins Kreuzbergl. Dieser wurde nie für den Bergbau angelegt, sondern zwischen den Jahren 1942 und 1944 als Luftschutzbunker für die Zivilbevölkerung errichtet. Während der 47 Bombenangriffe auf Klagenfurt haben hier über 7000 Menschen Schutz gefunden. Als die Briten Klagenfurt im Mai 1945 befreiten, errichteten sie in diesem Stollen die Rundfunksendeanlage des „Freien Kärntner Landessender Klagenfurt“ und verkündeten in der ersten Sendung am 8. Mai 1945 um 19:30 Uhr die deutsche Kapitulation. Das heutige Museum im 500 Meter langen Stollen dokumentiert den Bergbau in Kärnten und die hier vorkommenden Mineralien, daran angeschlossen ist eine Veranstaltungshalle. Mit 1. November 2015 wurde das Museum bis auf unbestimmte Zeit geschlossen, da die Stadt Klagenfurt die Kosten dafür nicht mehr aufbringt.

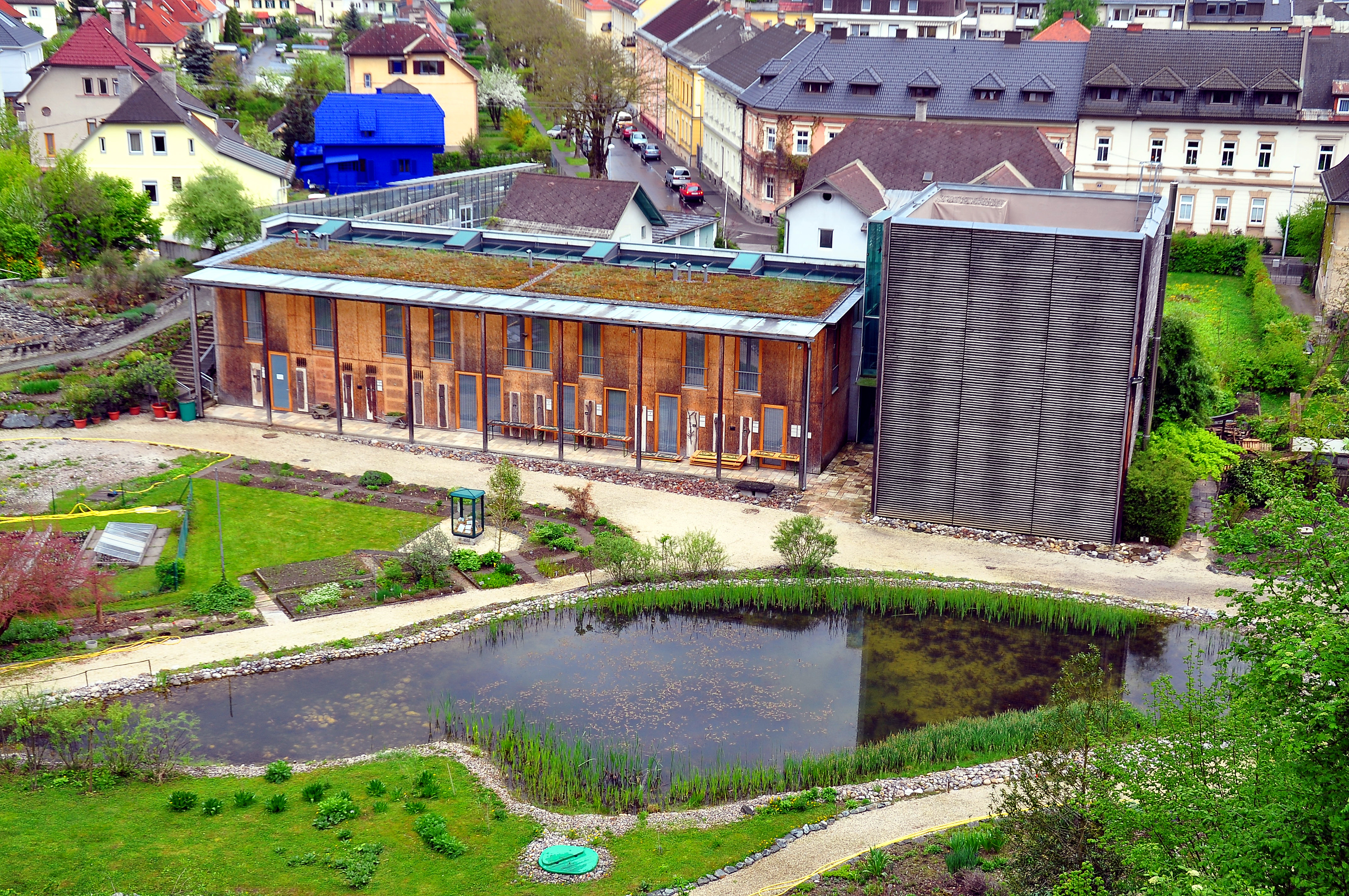
Botanischer Garten mit Verwaltungsgebäude und Gewächshaus
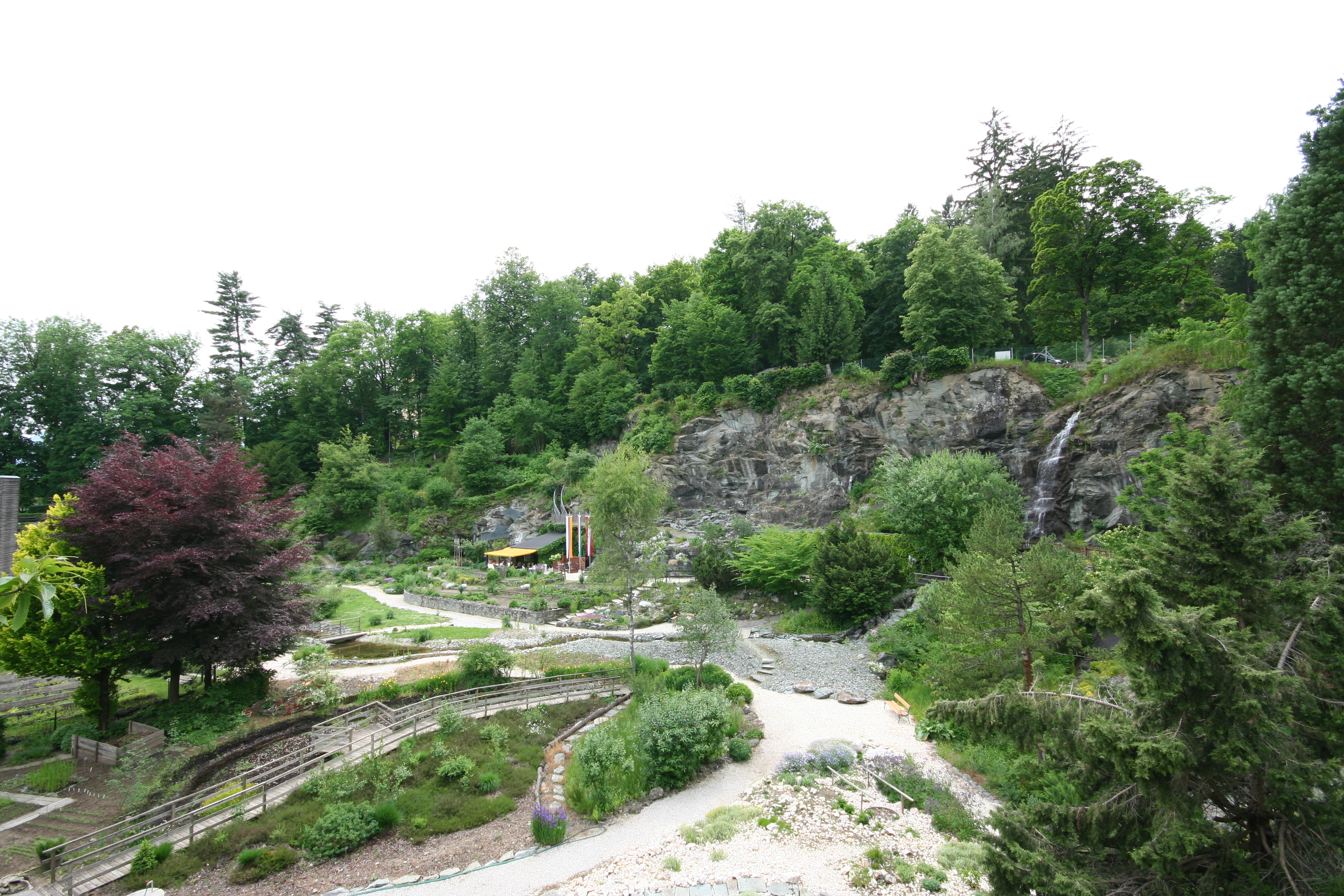
Botanischer Garten
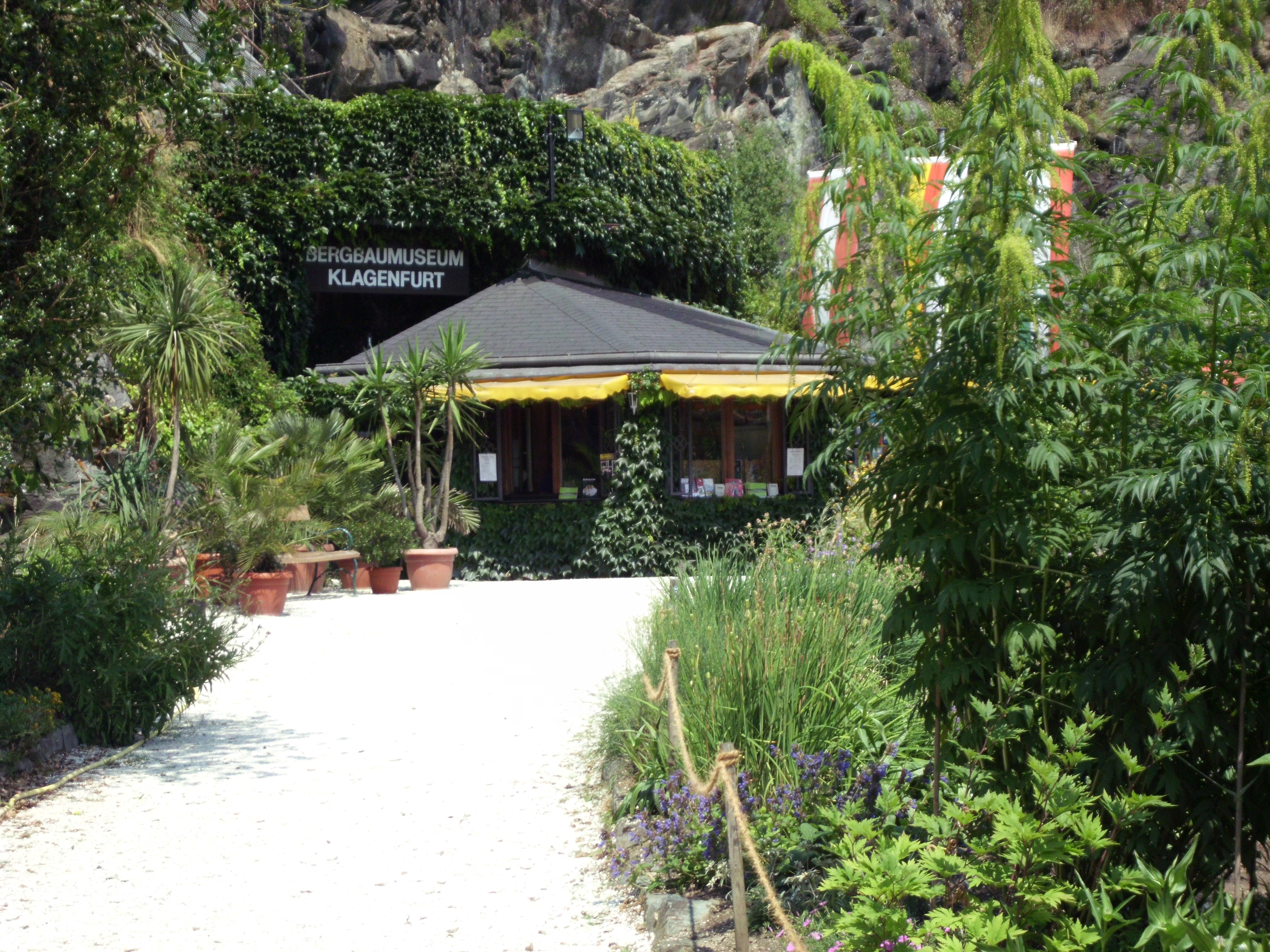
Eingangsgebäude des Bergbaumuseums
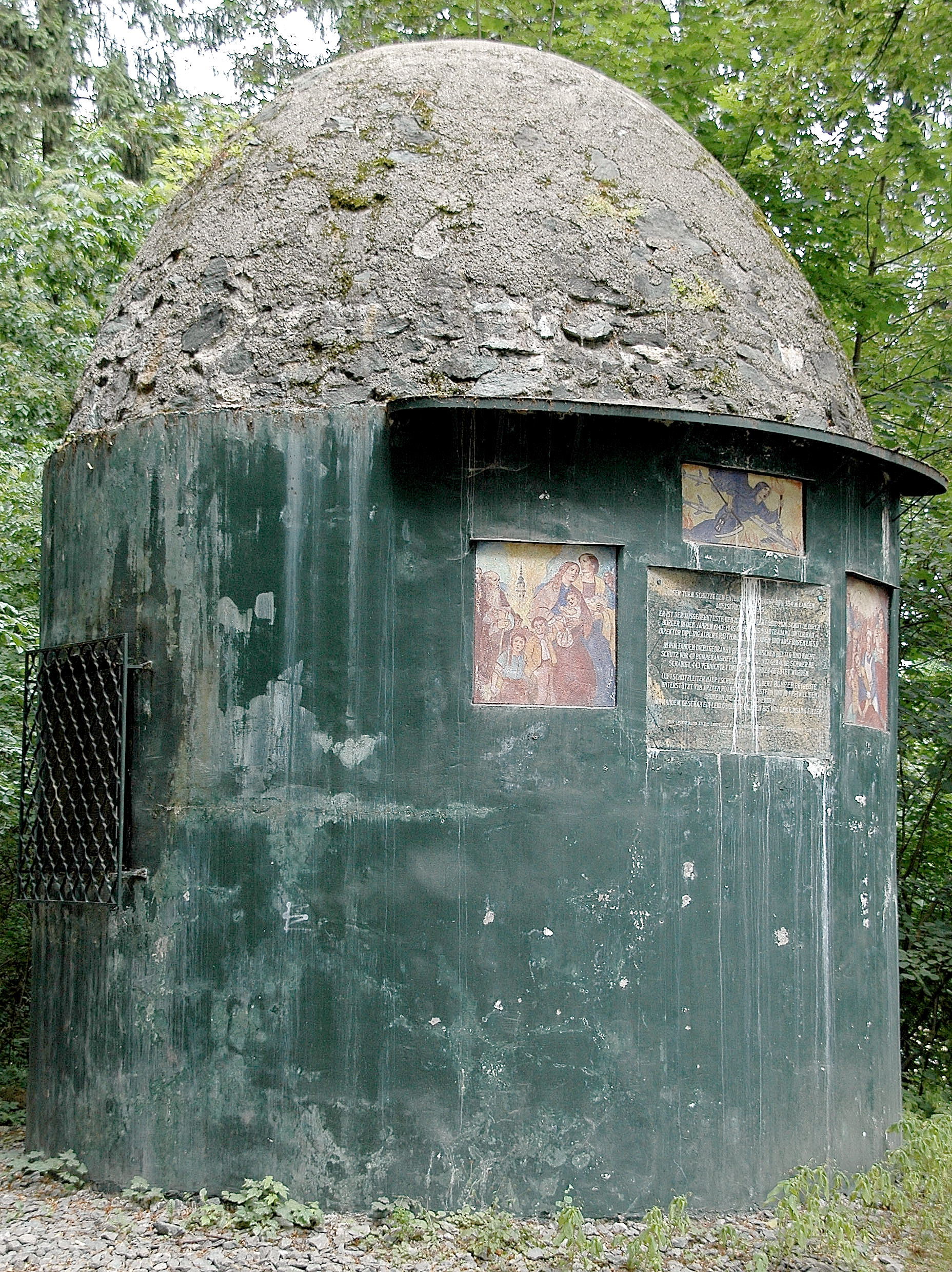
Turm des Entlüftungsschachts über dem Stollen des Bergbaumuseums

### Gauleitung im Stollen
Im Kreuzbergl hatte das Regime des Dritten Reiches seinen Luftschutzbunker, bestehend aus einem größeren Stollensystem, der Luftschacht endete in einem äußerst massiven Bunkerturm aus Stahlbeton. Zeitweise war im Felsenbunker neben einem Lazarett und dem Rundfunksender auch die Gauleitung untergebracht.
Mit des Gauleiters Ansprache im Rundfunk am 7. Mai 1945 um 23 Uhr endete in Kärnten das Tausendjährige Reich Hitlers. Die Rede Rainers hatte folgenden Wortlaut: „Die Besetzung Kärntens durch feindliche Streitkräfte hat begonnen. Die politische Tätigkeit der Partei findet damit ihr Ende. Ich verfüge die Einstellung der Tätigkeit in den Gebieten, die vom Feind erreicht sind. Ich selbst werde als Nationalsozialist von den Feinden als Sprecher für Kärntens Interessen nicht anerkannt und nicht gehört. Ich mache daher als Reichsstatthalter Platz, um jenen Kräften, die der Auffassung unserer Feinde besser entsprechen, Gelegenheit zur Bildung einer neuen politischen Plattform zu geben.“

## Teiche
Am Ostrand des Kreuzbergls befinden sich drei Stehgewässer: Der obere, mittlere und untere Teich. Der untere wurde in den Jahren des Zweiten Weltkriegs noch zur Eisgewinnung der nahen Schleppe Brauerei genutzt.

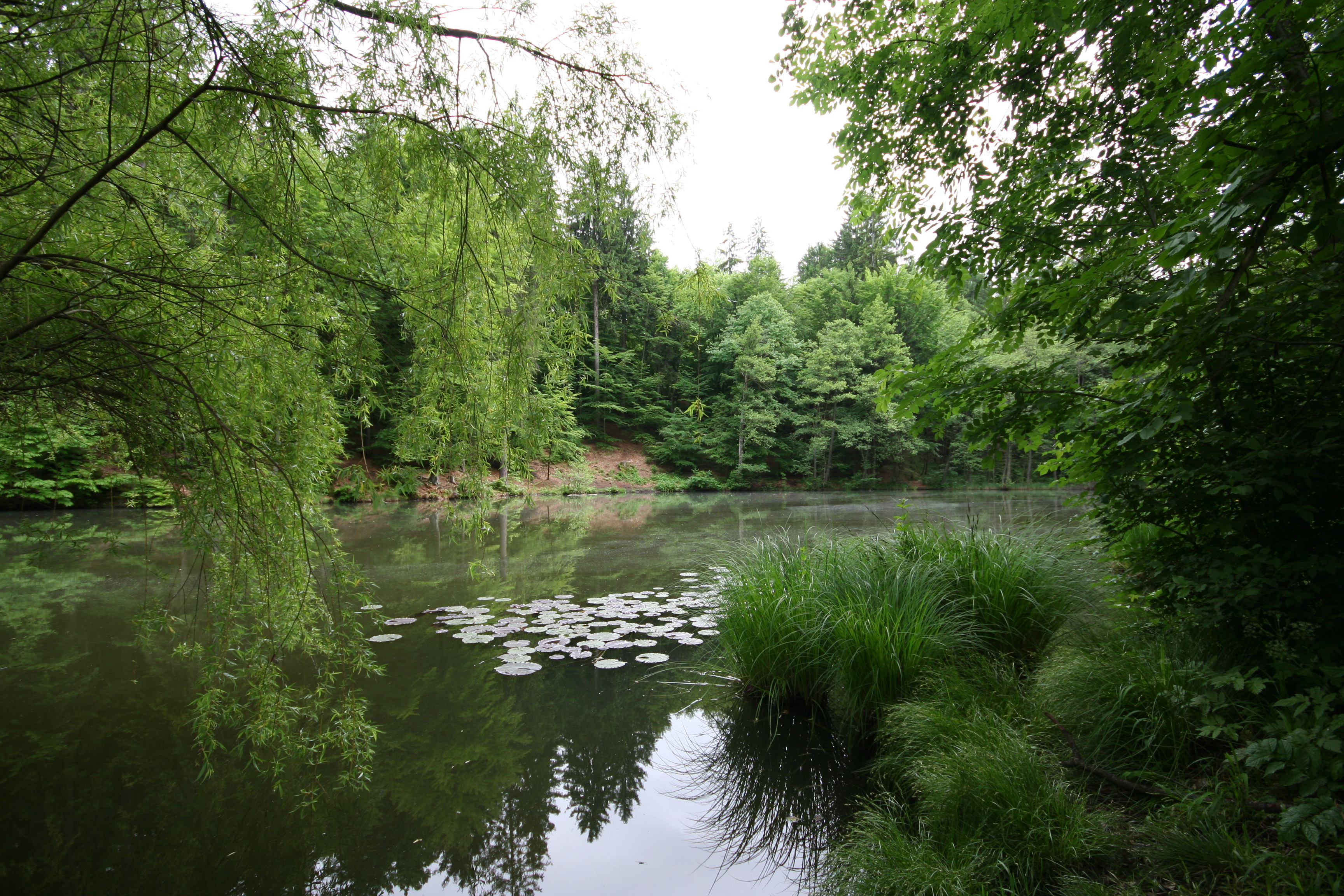
Oberer Kreuzberglteich
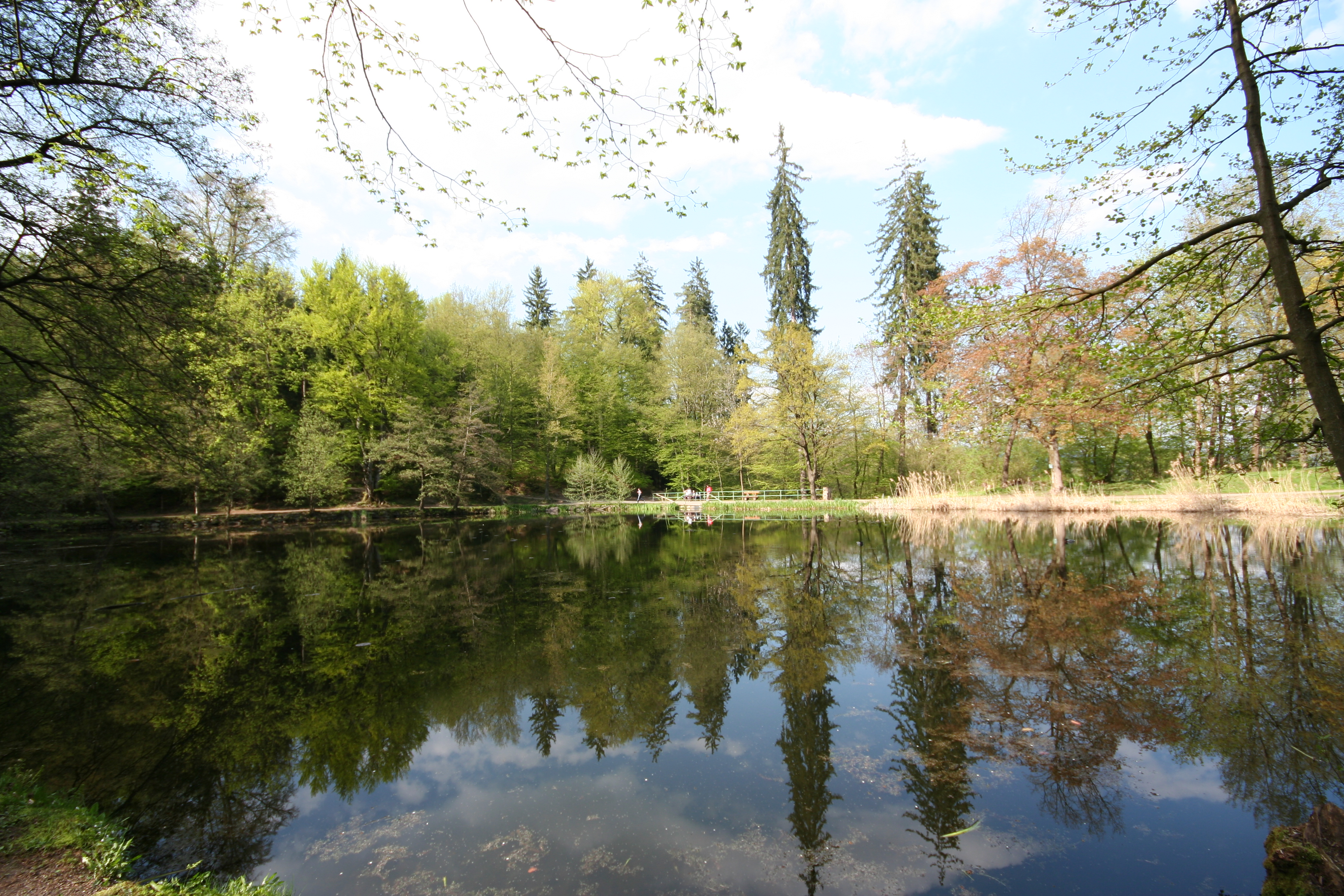
Mittlerer Kreuzberglteich
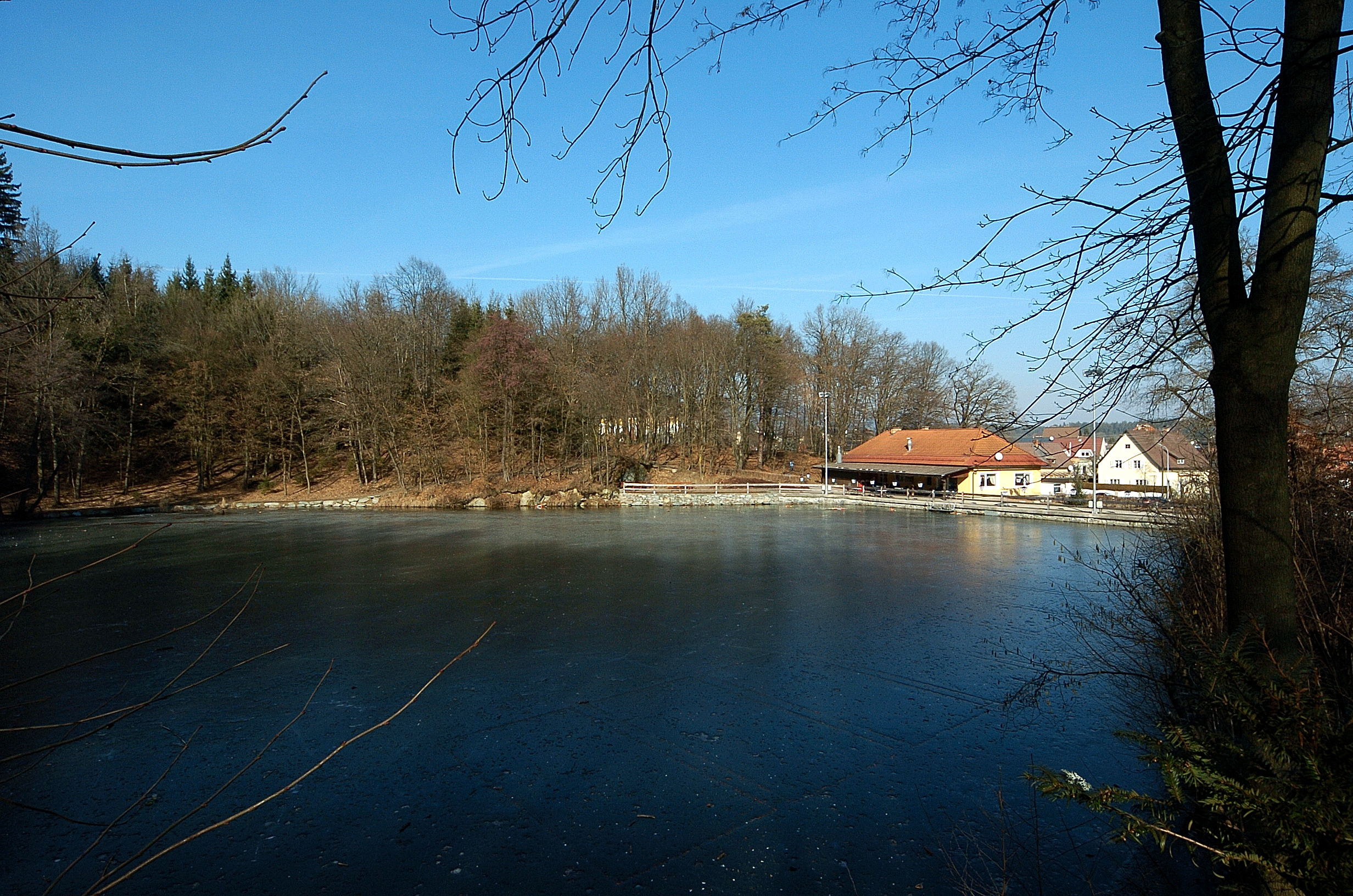
Unterer Kreuzberglteich mit Fischerwirt

Am westlichen Fuß des Falkenbergs findet sich in der Halleggersenke der Falkenbergteich östlich des Ausflugs-Gasthofs Jerolitsch.

## Restauration zum Kalten Keller

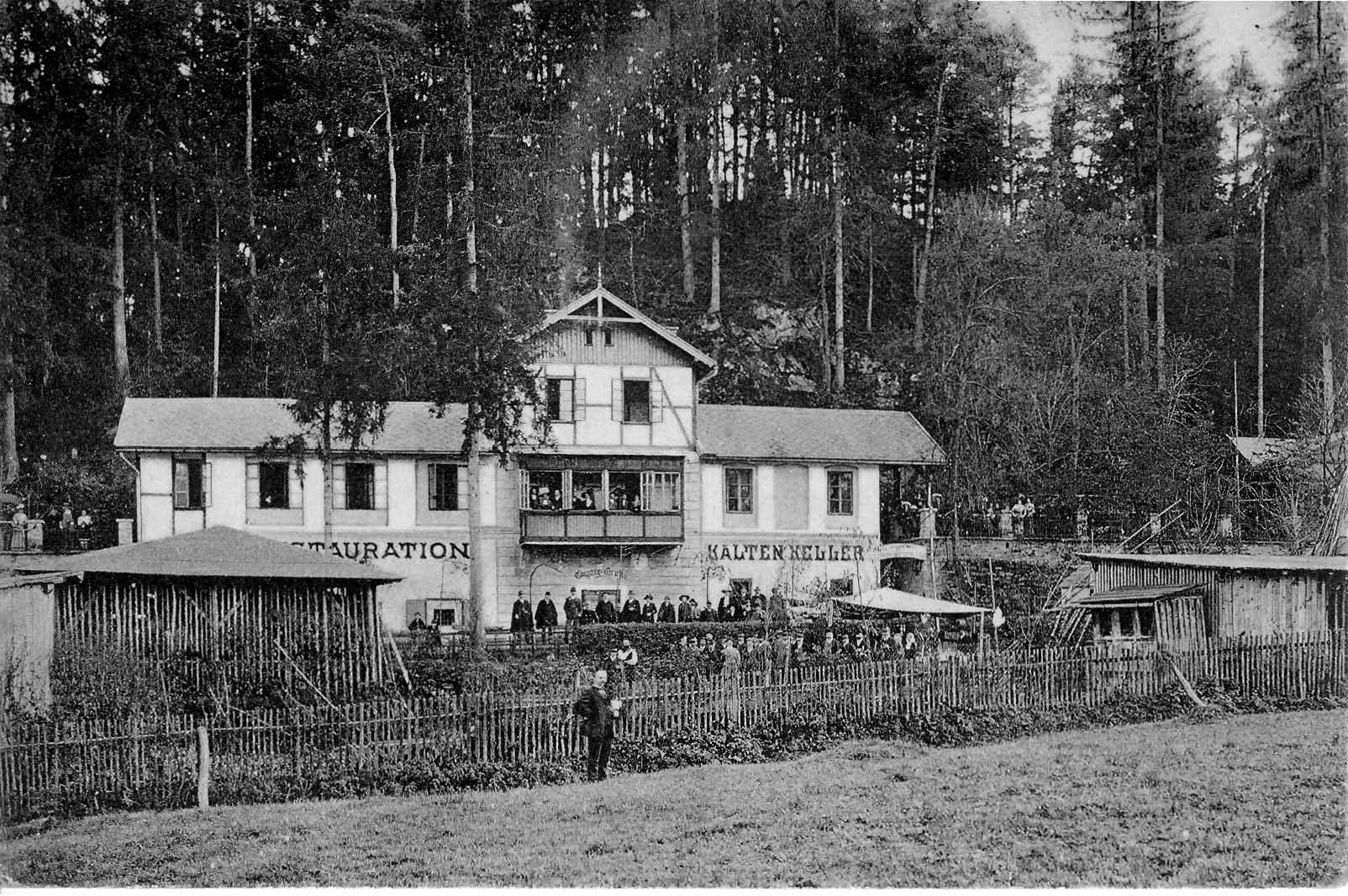
„Kalter Keller“ um 1900

In der Kellerstraße 19 stand die beliebte Restauration zum Kalten Keller. Der am nördlichen Fuß des Kreuzbergls gelegene Gasthausbetrieb war ein gern aufgesuchtes Ausflugsziel der Klagenfurter Bevölkerung. Die schattige Lage bot besonders in heißen Sommern ein kühles Plätzchen zum Genießen und Verweilen. Für das Jahr 1939 wird Hermann Prechtl als Besitzer genannt (damalige Adresse "Kalvarienberg 17"). 1947 wirbt er bereits mit einem dazugehörigen Tiergarten.

## Bärenzoo
1969 gründete Wilhelm Prechtl am Standort des ehemaligen Gasthaus Kalter Keller den Bärenzoo am Kreuzbergl. Rasch wurde er ein Anziehungspunkt für Jung und Alt. 1984 wurde der Zoo geschlossen und abgetragen. An ihn erinnern heute noch die Tiergarten-, die Bären- und die Tigergasse am Fuße des Kreuzbergls.

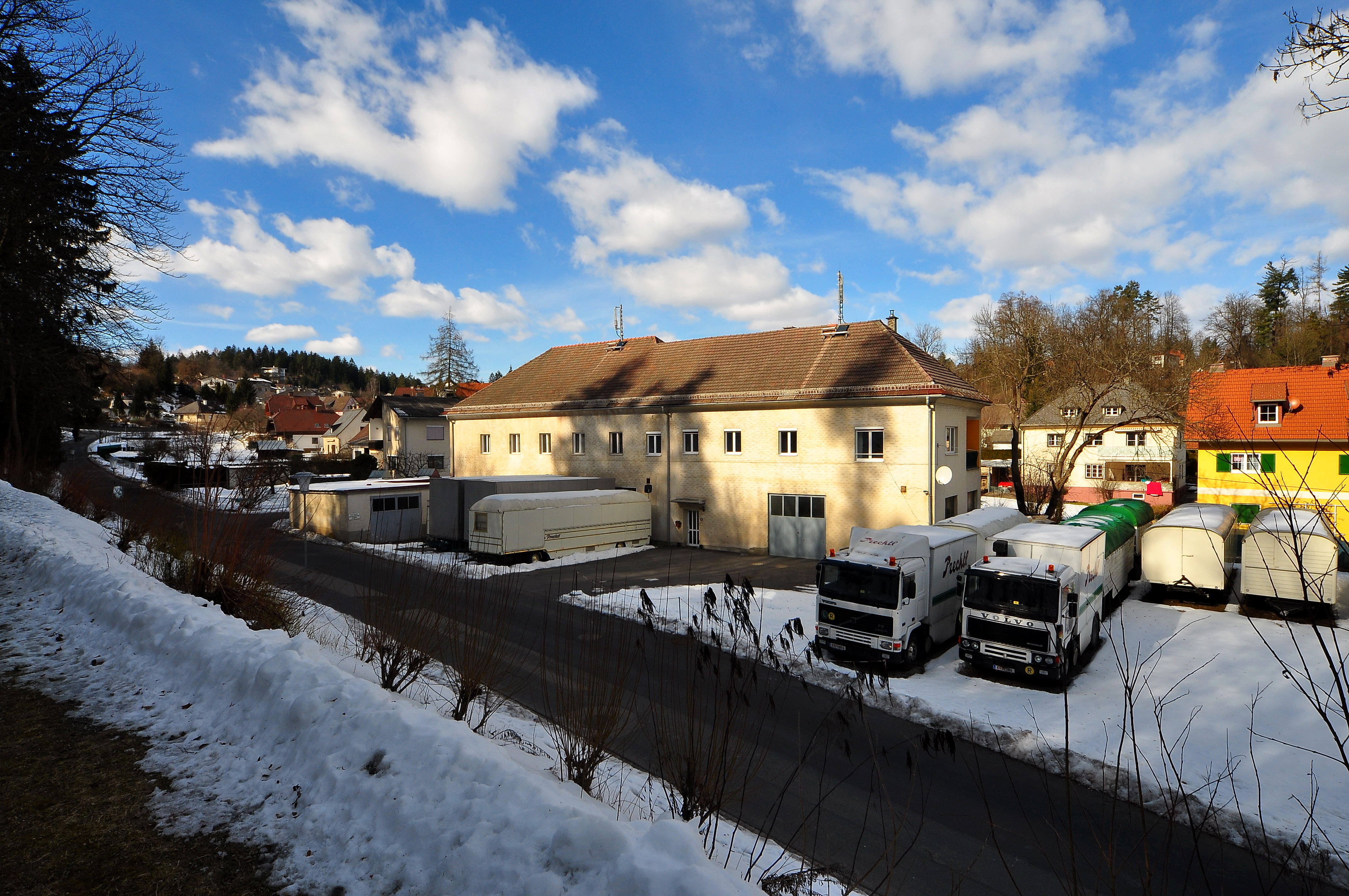
Betriebsgelände Prechtl in der Kellerstraße, gegenüber befand sich am Waldrand der Zoo
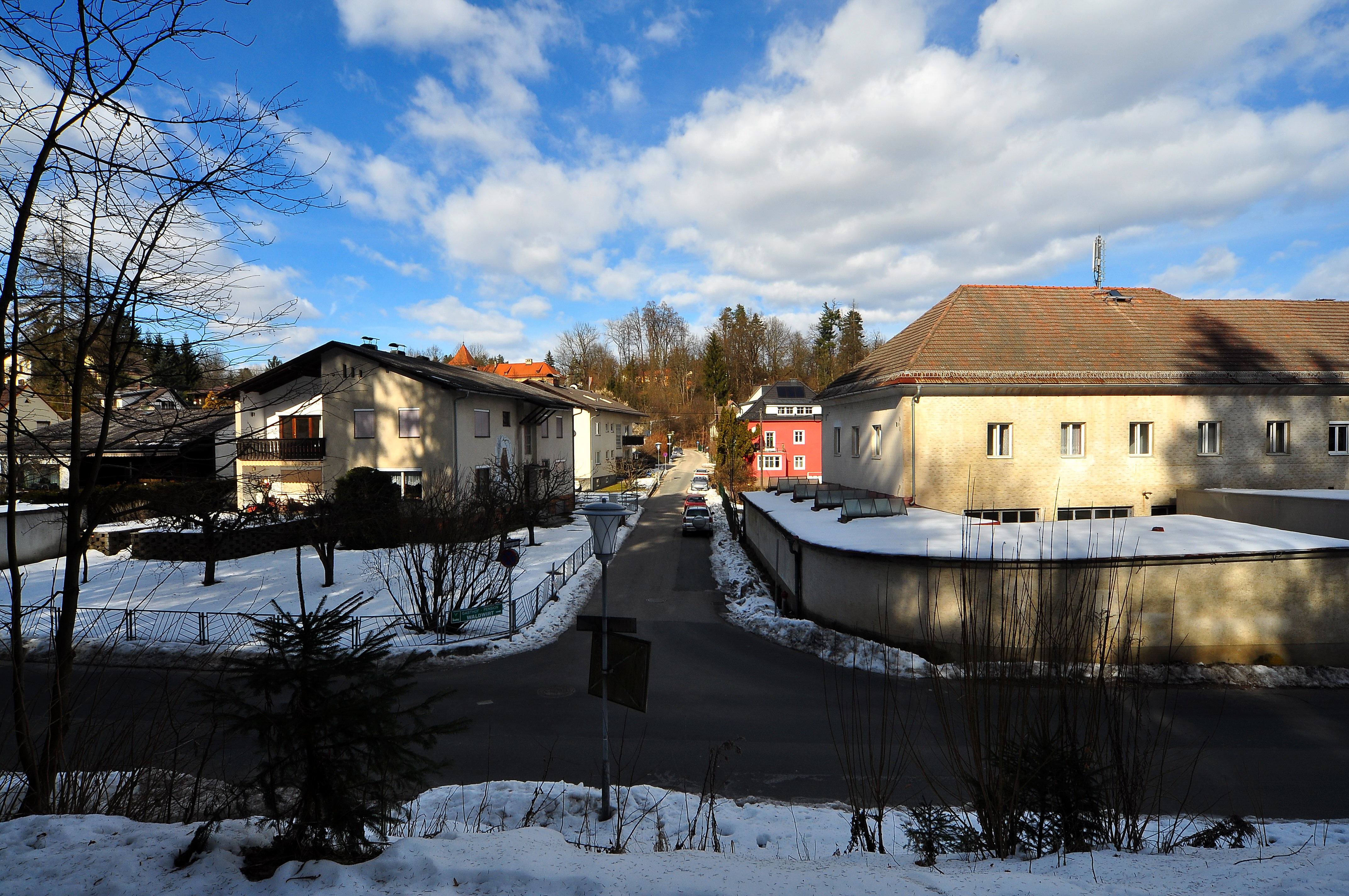
Bärengasse
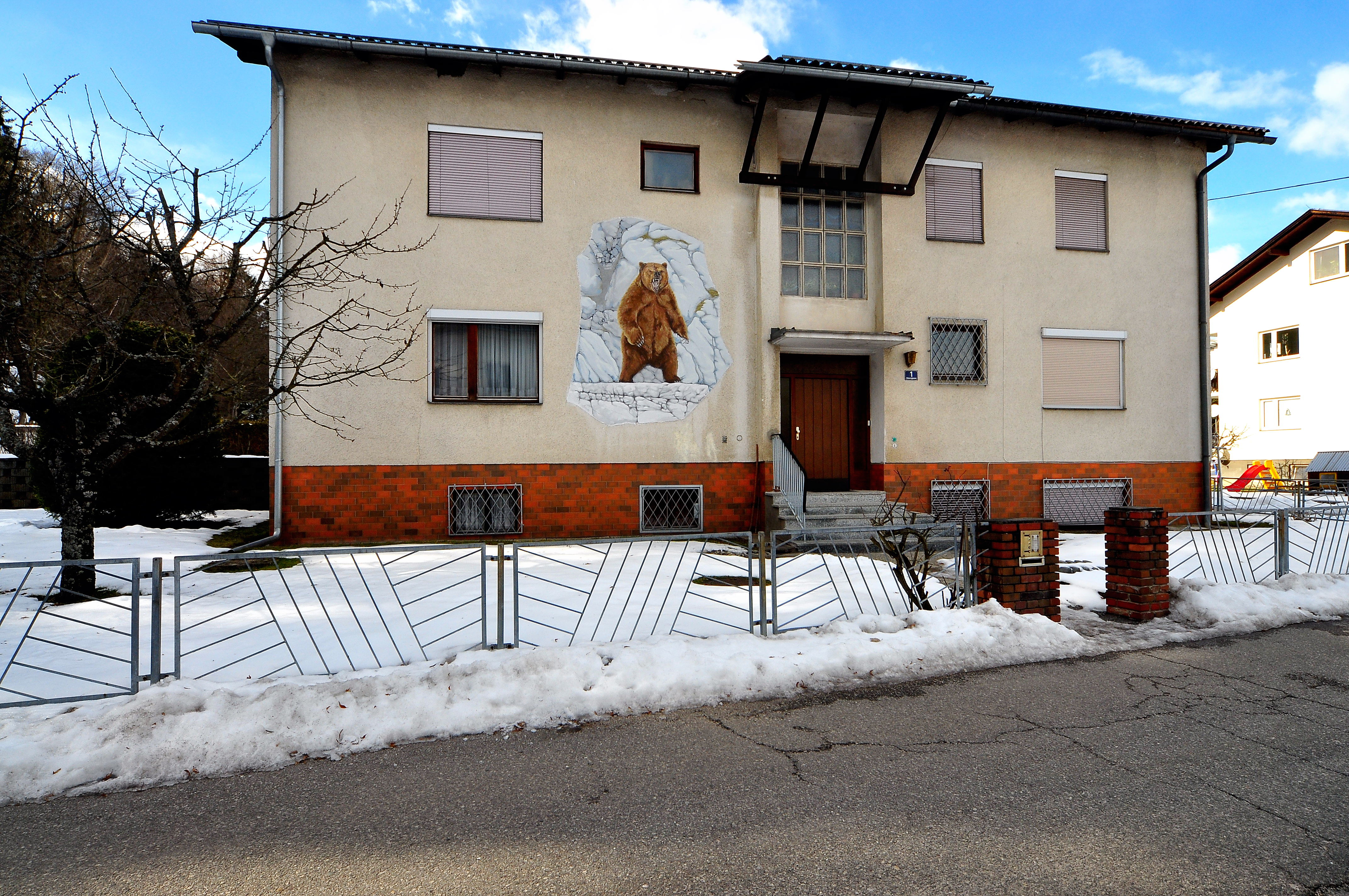
Bärengasse Nr. 1

## Schloss Zigguln

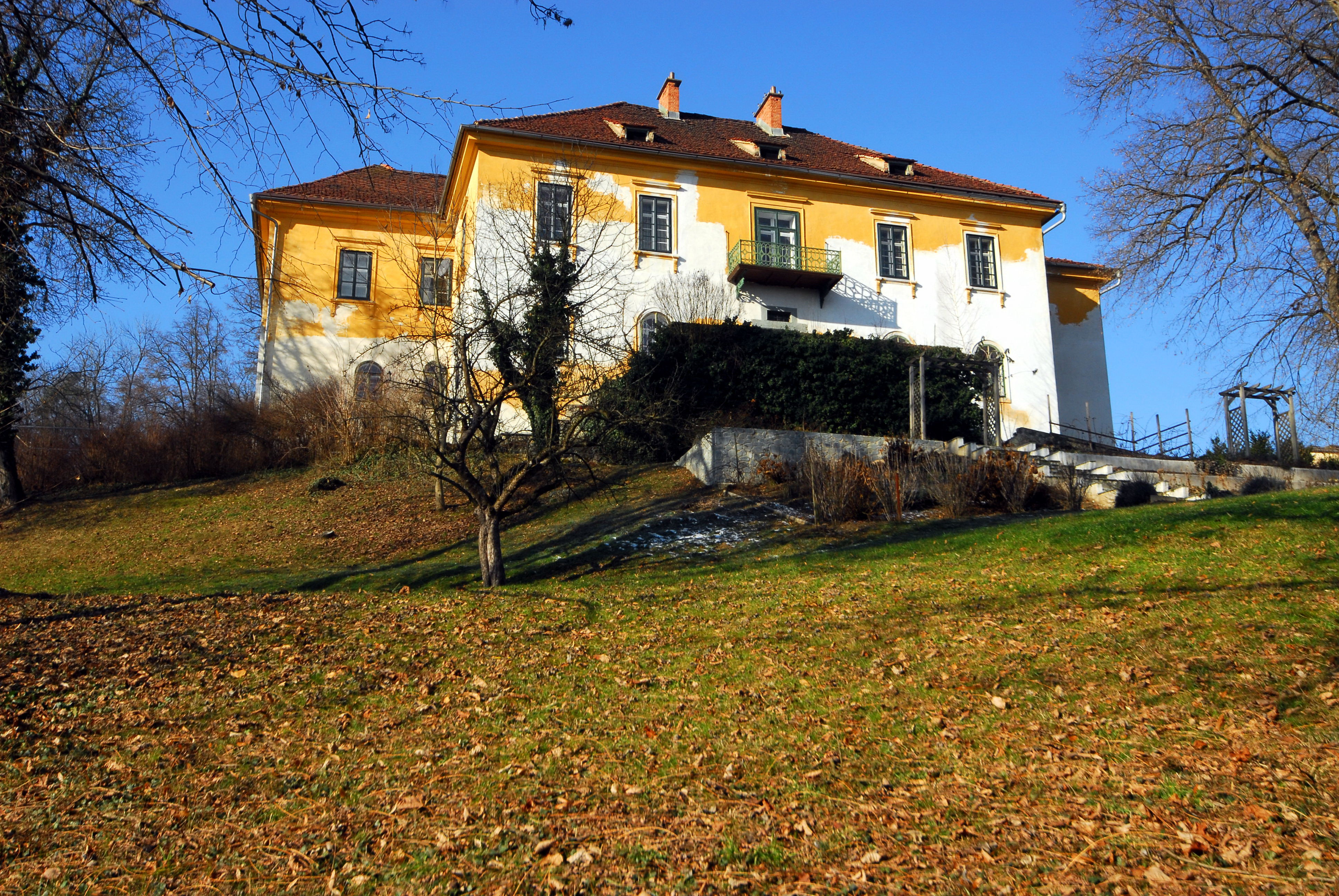
Schloss Zigguln, Südostansicht

Schloss Zigguln befindet sich am Schlossweg am nordwestlichen Stadtrand. Es wurde im Jahr 1547 erstmals urkundlich erwähnt, damals noch als Hube. Der heutige Bau wurde Mitte des 17. Jahrhunderts unter den Jesuiten errichtet, wobei das bestehende Stöckl des 16. Jahrhunderts als Mittelrisalit des Südost-Flügels einbezogen wurde. Das Schloss diente der Klagenfurter Jesuitenschule als Erholungsheim.
Nachdem der Jesuitenorden 1773 in Österreich aufgelöst wurde, befand sich das Schloss vorübergehend in Staatsbesitz, dann in privater Hand. Im 19. Jahrhundert wurden die Fassaden des Schlosses neu gestaltet und die zweigeschoßige, gusseiserne Loggienkonstruktion an der Südostfront angebracht. 1966 erwarb die Kammer für Arbeiter und Angestellte das Gebäude, heute ist Zigguln wieder Privatbesitz.

## Schloss Falkenberg

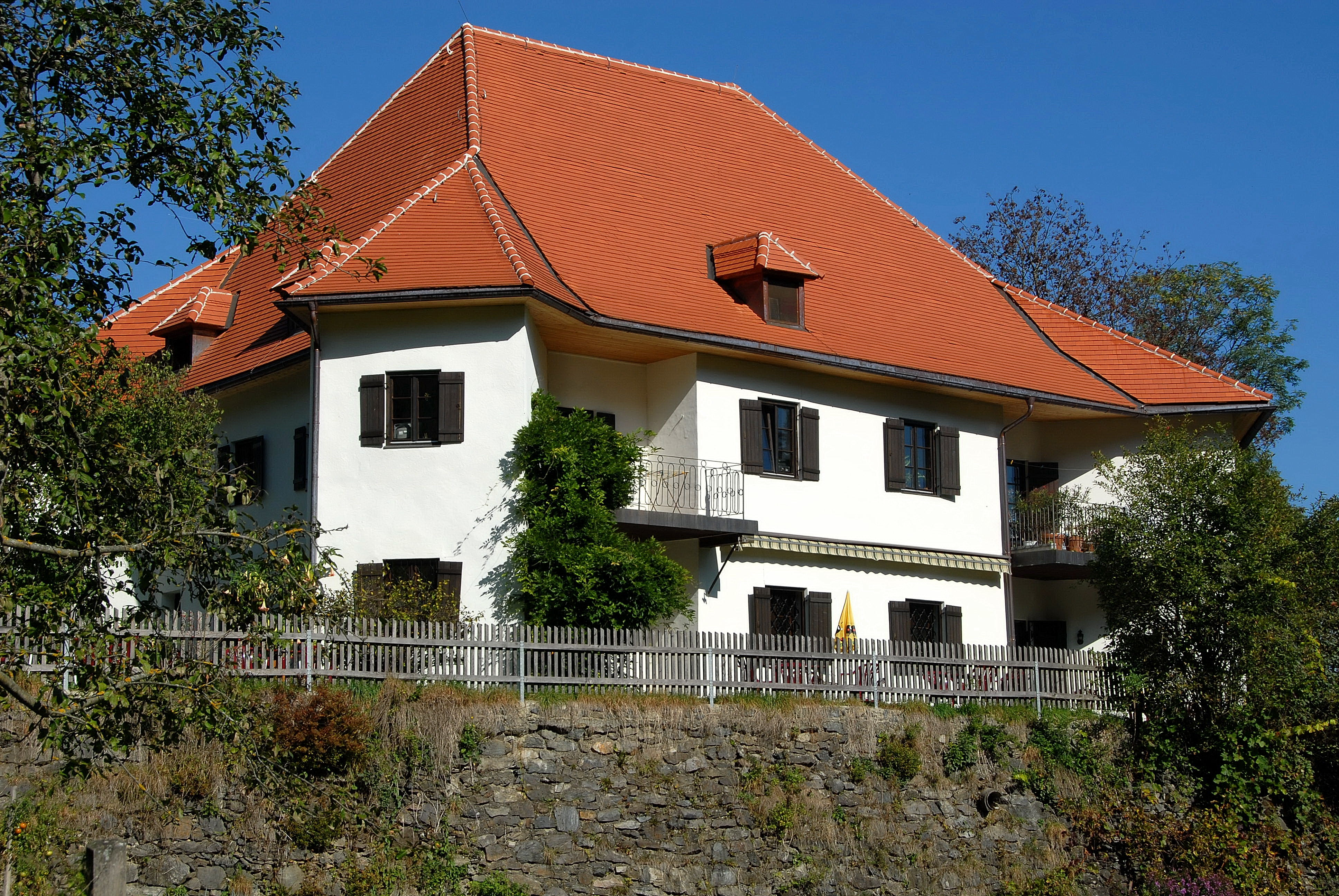
Schloss Falkenberg, Südansicht

Nordseitig am Fuße des Falkenberges auf einem vorgelagerten Plateau gelegen, diente Schloss Falkenberg lange als Gaststätte und war gleichzeitig eine beliebte Anlaufstation für Wanderer. Seit Anfang 2020 ist es geschlossen. Der ursprünglich mit Holzschindeln gedeckte, malerische kleine Bau war im 16. Jahrhundert bäuerliches Lehen von Schloss Drasing (Gemeindegebiet Krumpendorf am Wörthersee). Urkundliche Erwähnung fand das Anwesen bereits in den Jahren 1569 und 1580. Unter Sigmund von Hallerstein wurde es 1686 in die jetzige Grundform gebracht. Heute ist das Anwesen in Privatbesitz.
Der zweigeschoßige Bau ist über einem rechteckigen Grundriss mit über Eck gestellten seitlichen Erkeranbauten errichtet. Die beiden östlichen Erker wurden 1973 im Zuge einer Bauerweiterung neu erstellt. Das Objekt verfügt über ein hohes Walmdach.

## Rehsteig und Wartburg

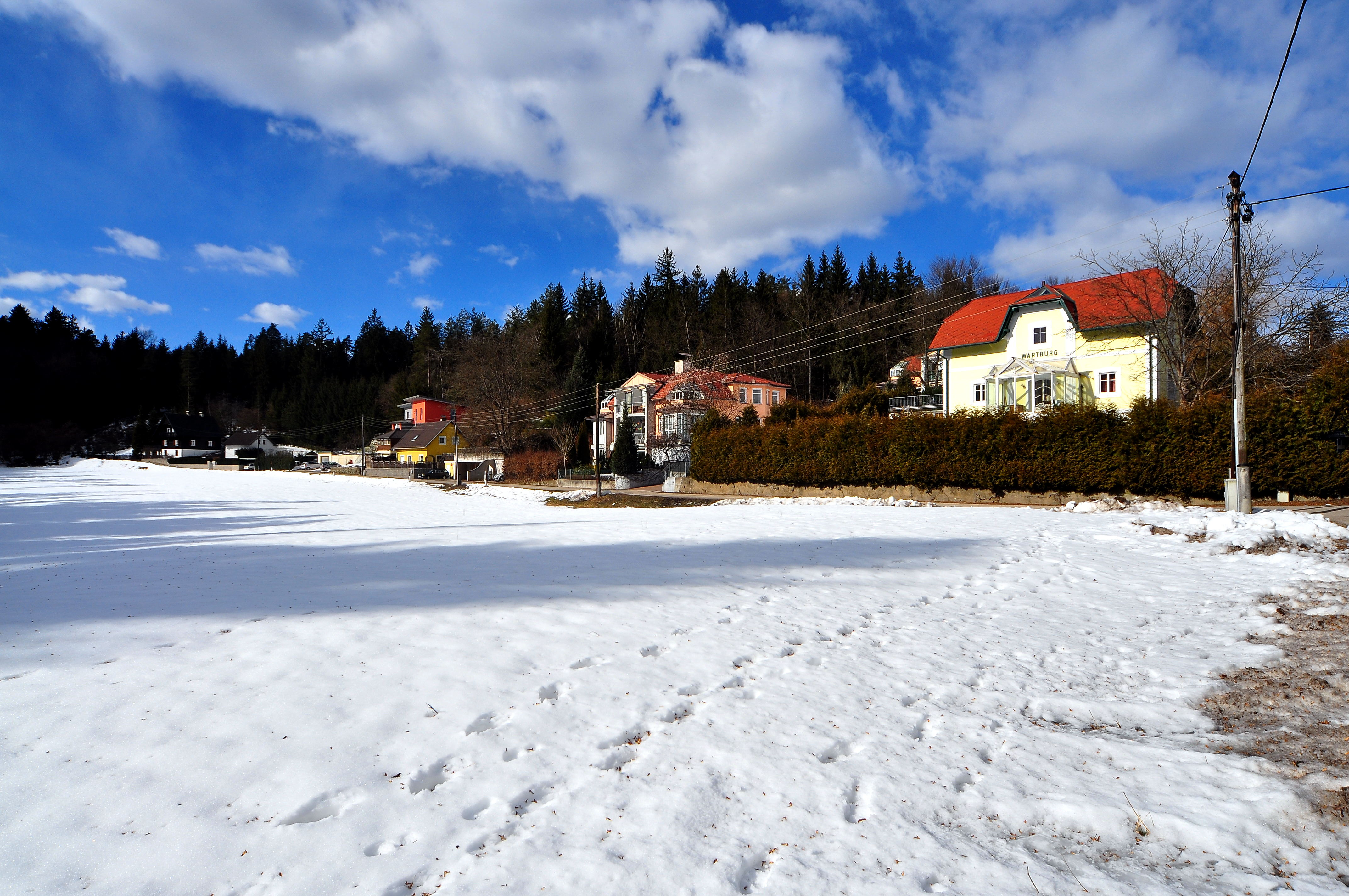
Waldlichtung mit früherem Ausflugsgasthaus „Wartburg“
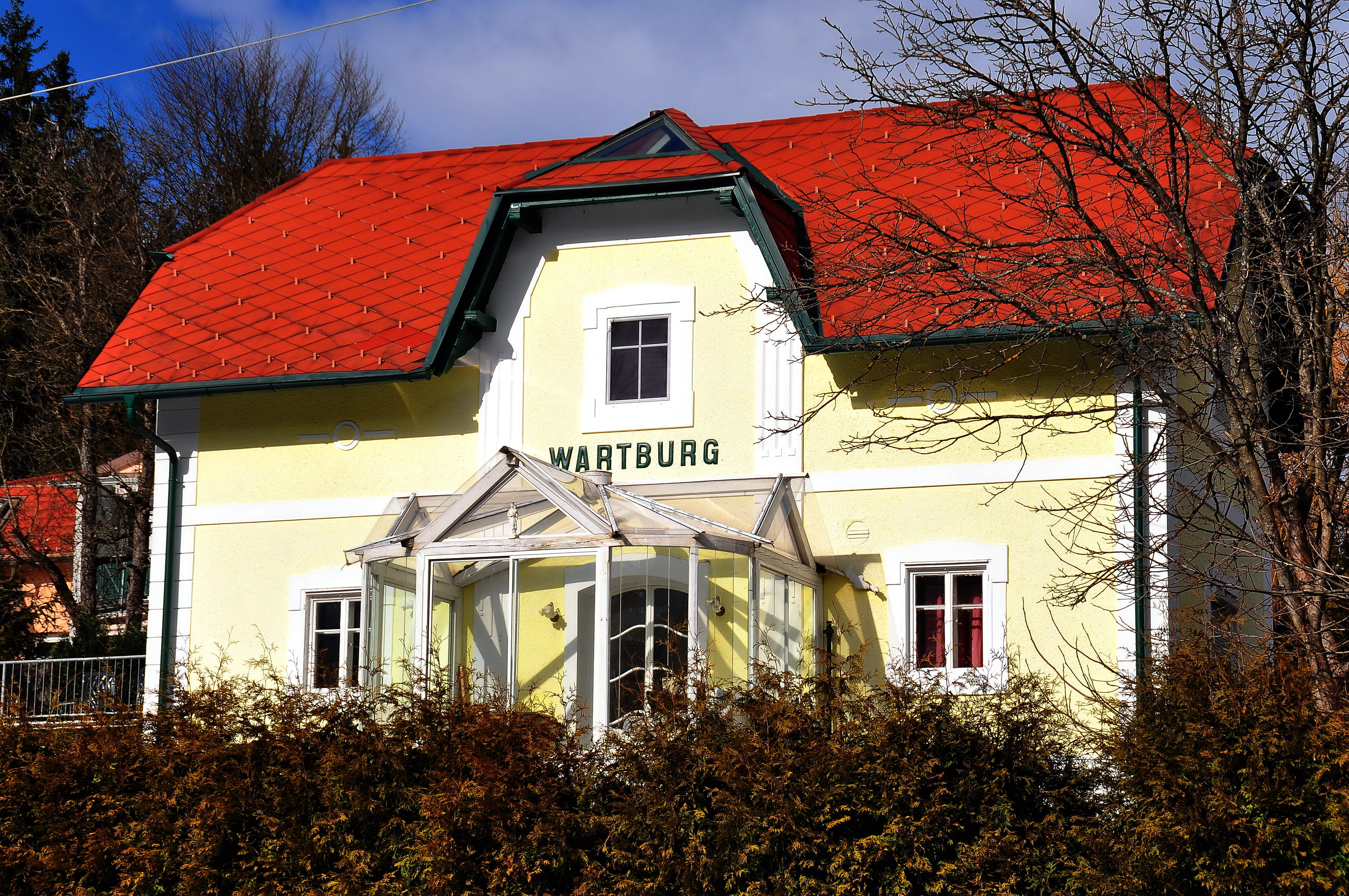
Früheres Ausflugsgasthaus „Wartburg“

## Weiler Sankt Primus und der „Waldwirt“
Der nördlichste Bereich des Kreuzbergls gehört dem ruhigen Weiler Sankt Primus. Dort stehen ein paar Wohnhäuser, eine Kirche, eine Kapelle auf Privatgrund und das beliebte Ausflugsgasthaus „Waldwirt“.
Zu Beginn der 1880er Jahre erhielt jede Katastralgemeinde ihr eigenes Grundbuch. Darin fanden alle Liegenschaften Aufnahme, die zu diesem Zeitpunkt existierten, aber bisher verstreut in den Grundbüchern der verschiedenen Grundherrschaften dokumentiert waren. Für jede Eintragung wurde eine Einlagezahl (EZ) vergeben. Den Anfang machte St. Primus.

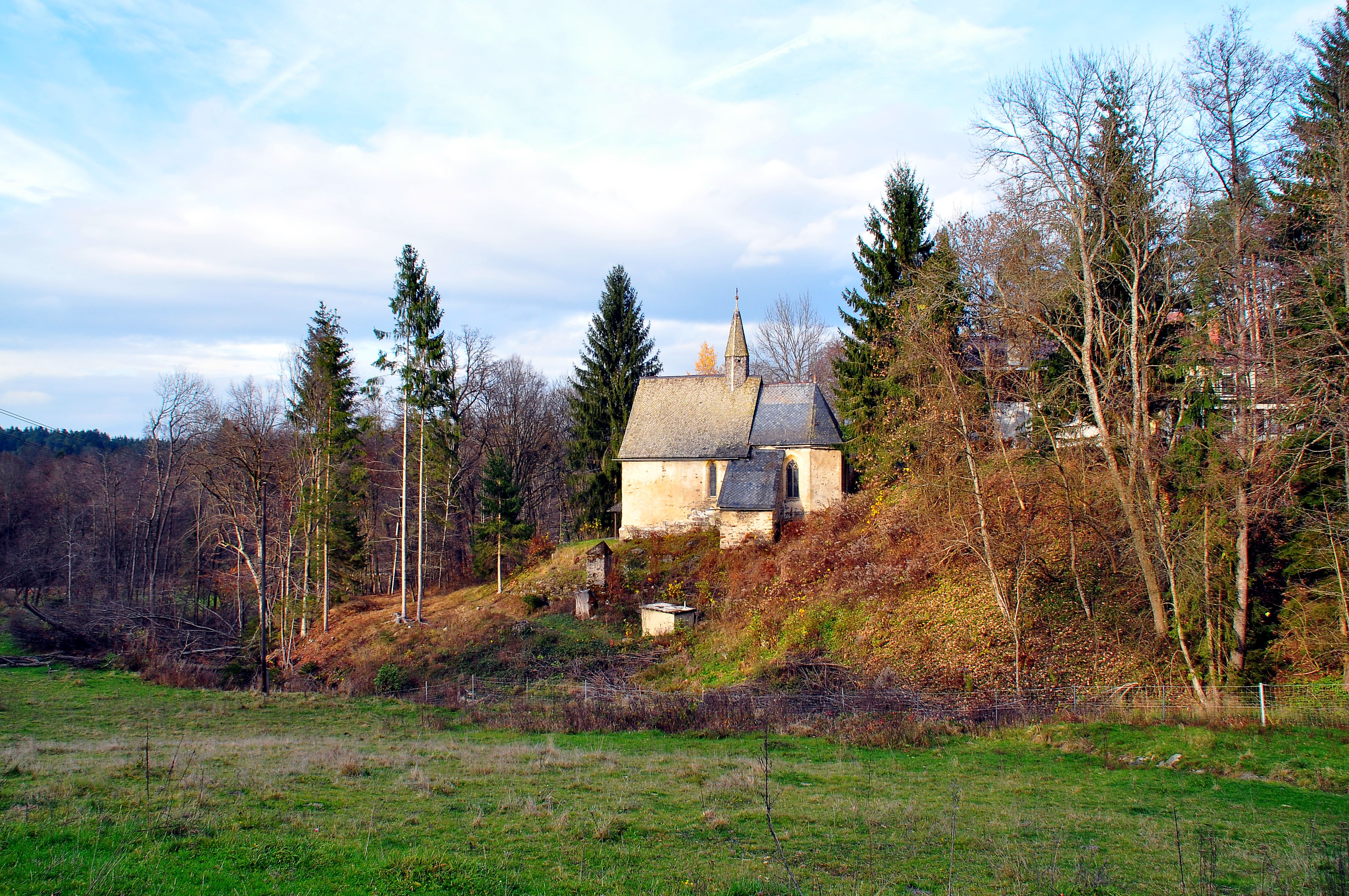
Filialkirche Sankt Primus und Felizian im Steinbruch
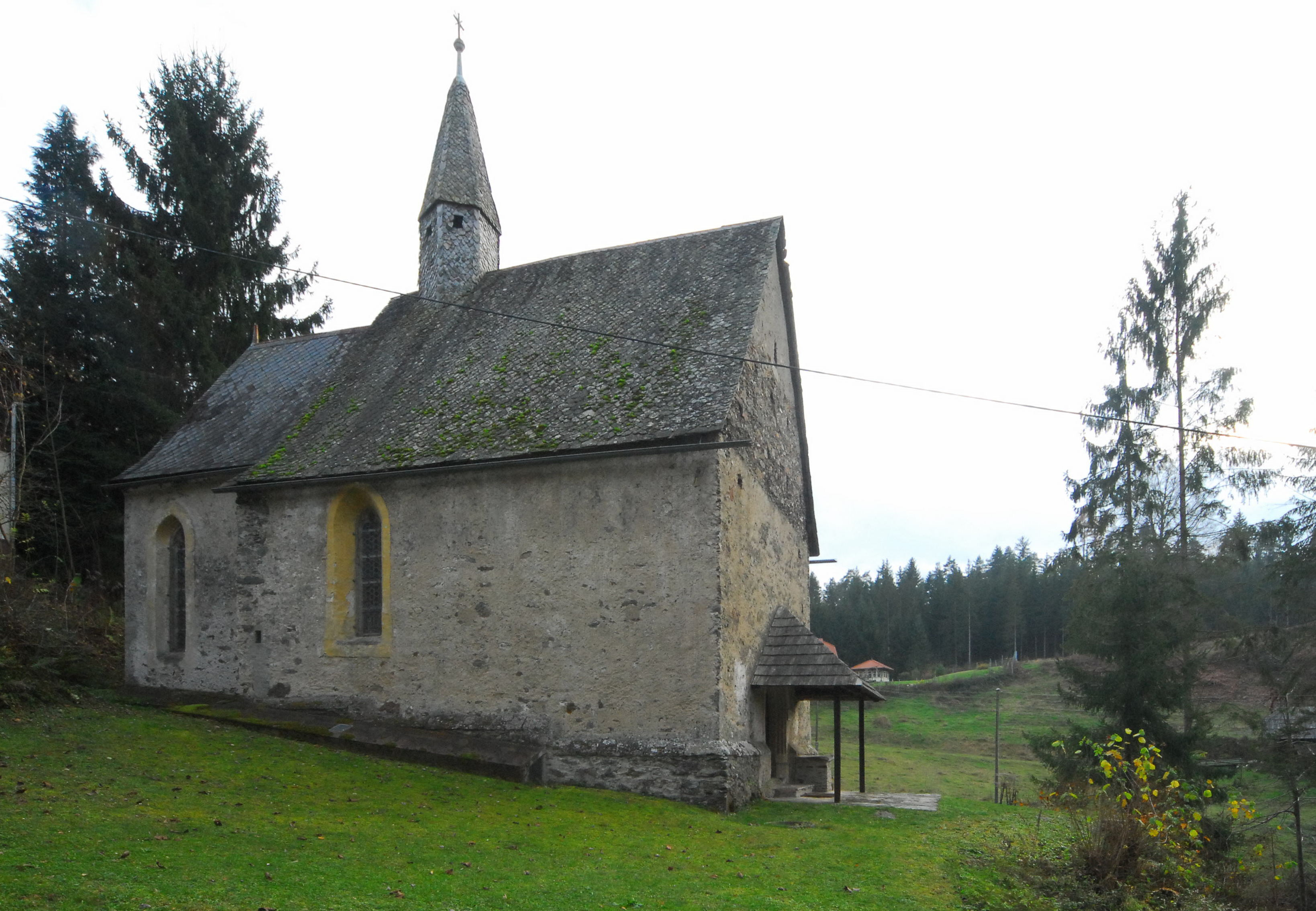
Nordostansicht der Filialkirche Sankt Primus und Felizian
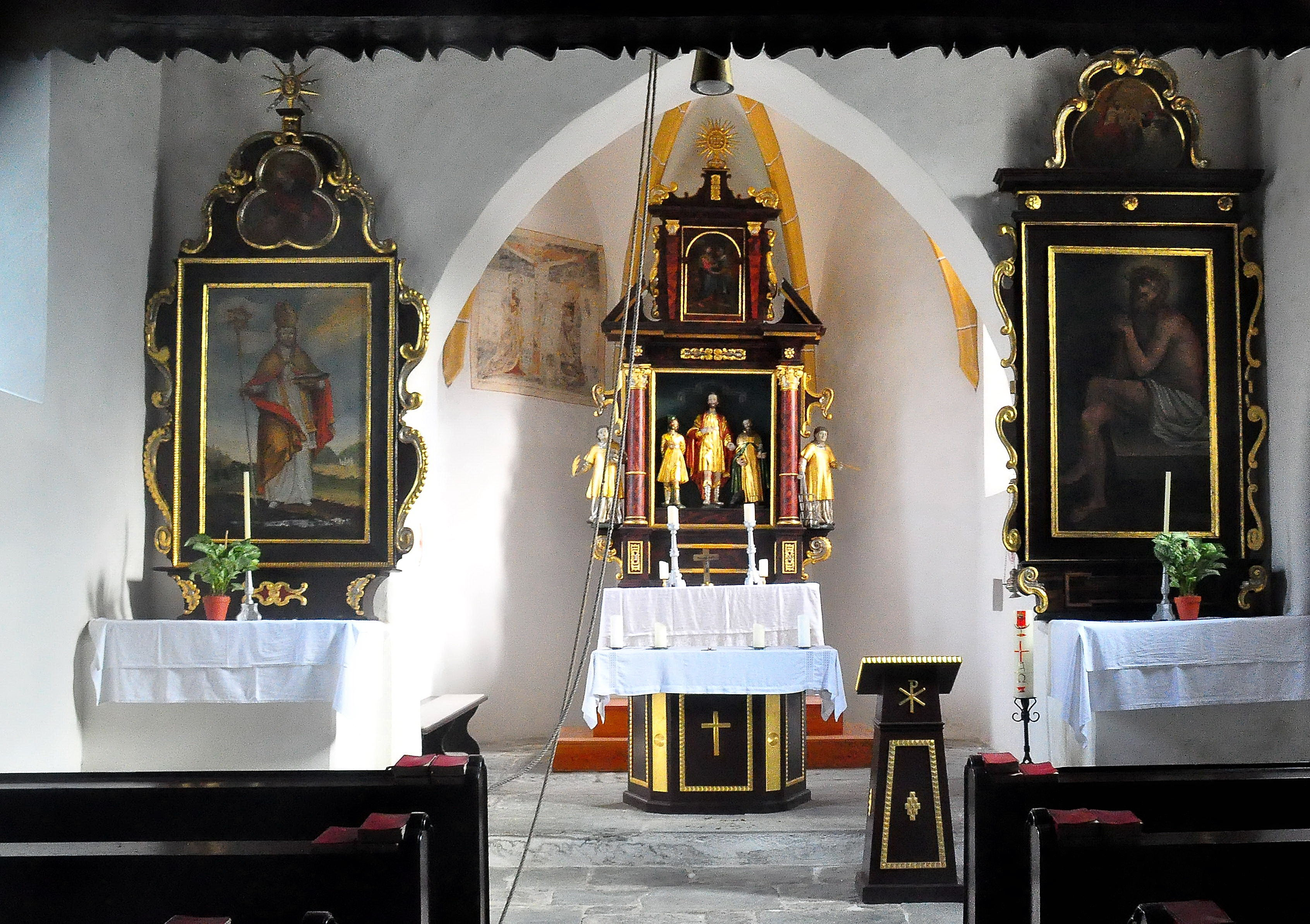
Drei Altäre in der Filialkirche Sankt Primus
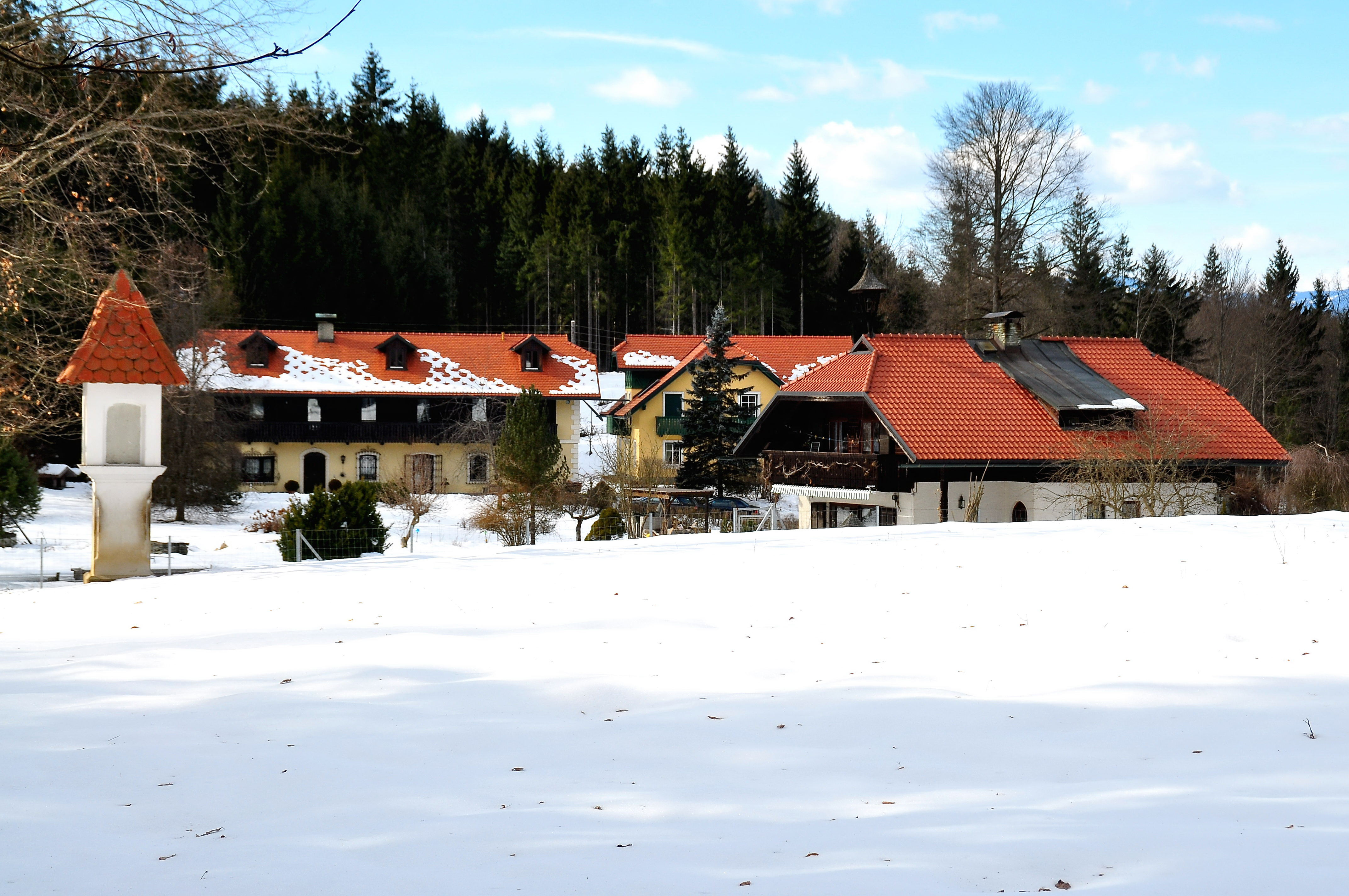
Wohnhäuser

EZ 1 Kirche St. Primus und Felizian:
Das Gotteshaus mit Dachreiter hat die gleichen Kirchenpatrone wie Maria Wörth. Es nimmt in der Einschicht eine Waldlichtung ein und steht versteckt am Steilhang. Als „Kirche im Steinbruch“ wird sie in einem Visitationsbericht von 1616 erstmals genannt, ist allerdings wesentlich älteren Datums. Der Sakralbau besteht aus einem kurzen Schiff mit eingezogenem niedrigem Chor. Der schlichte Hochaltar datiert aus 1687, die beiden Seitenaltäre dürften zur selben Zeit entstanden sein.
EZ 2 Mesnerkeusche in St. Primus:
Ihr Inhaber war bis zur Grundentlastung Untertan der Pfarrhofgült Tultschnig. 1843 erbte die Liegenschaft Josef Pack, 1884 kam sie in andere Hände. Mit Kaufvertrag vom 1. Januar 1902 erwarb Benno Vogel um 2613 Kronen das Anwesen St. Primus Nr. 5. Von der Bezirkshauptmannschaft Klagenfurt erhielt er wenige Wochen später die Konzession zur Ausübung des Gast- und Schankgewerbes mit der Berechtigung der Beherbergung von Fremden, der Verabreichung von Speisen, dem Ausschank von Bier, Wein und Obstwein gegen genaueste Beobachtung der gewerblichen und polizeilichen Vorschriften, insbesondere der Meldevorschriften.
EZ 3 Peischerkeusche in St. Primus:
Früher Untertan des Pfarrhofes Tultschnig. 1854 besaß sie Josef Rupp.
EZ 4 Mörtl in St. Primus:
Der Mörtl war früher Untertan des Pfarrhofes Ludmannsdorf. Wurde 1879 im Kaufwege von Josefa Lenk erworben und zehn Jahre später wieder verkauft.
EZ 5 Gärtner in St. Primus:
Früher Untertan der Herrschaft Mageregg. Die Liegenschaft hatte seit 1856 Katharina Kriegl inne.
EZ 6 Bichlhof am Kalvarienberg:
Gehörte zum Gut Zigguln und zur Herrschaft Ehrenhausen. Besitzerin war ab 1875 Gabriele Gräfin Correth geb. Schmidburg, 1883 kam der Hof durch Tausch an Georg Orasch, der ihn noch im selben Jahr an Paul Mühlbacher weiterveräußerte.
Schloß Zigguln scheint in diesem Grundbuch nicht auf, denn es ist in jenem der Kärntner Landtafel verzeichnet.

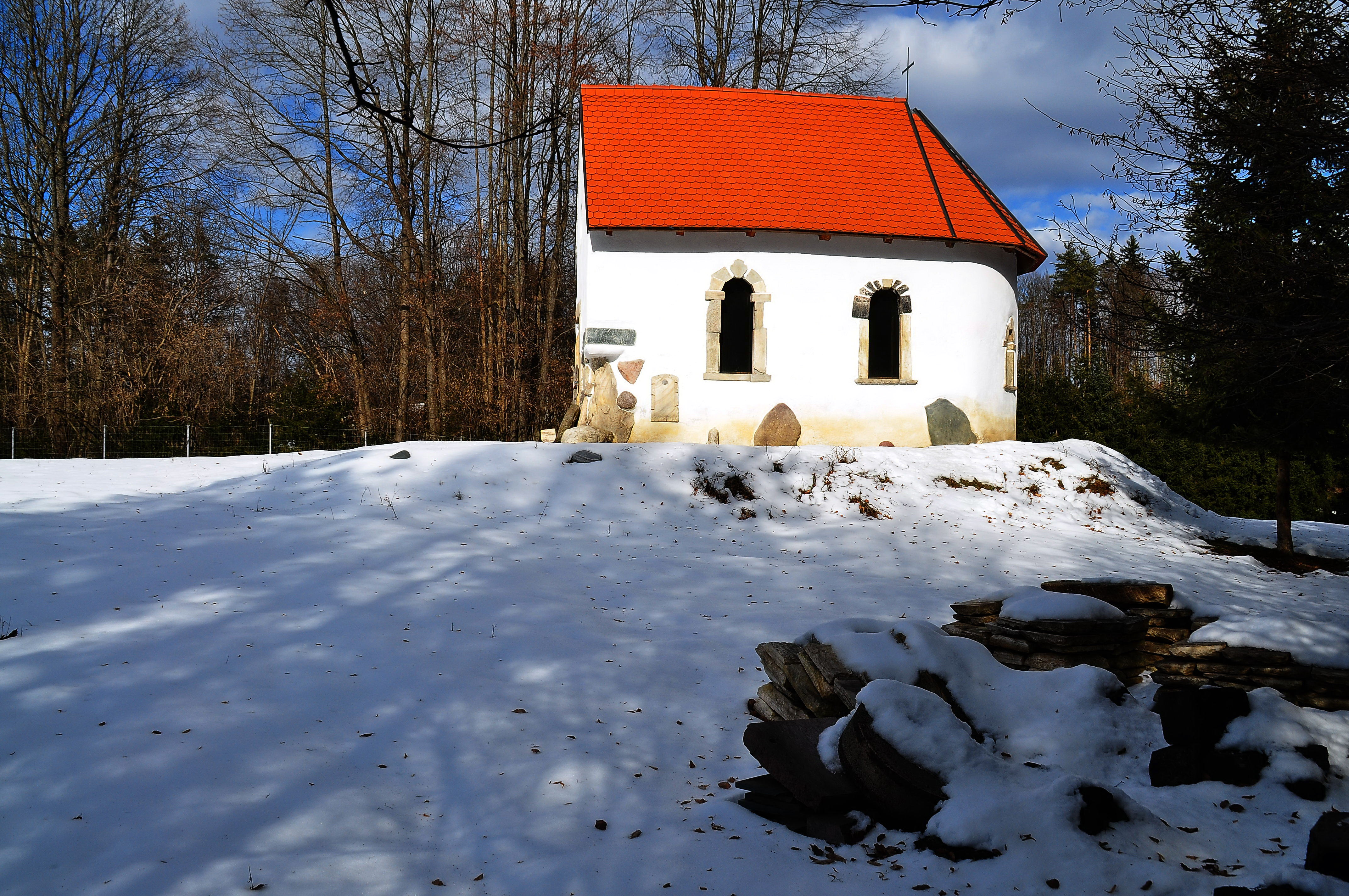
Waldkapelle auf Privatgrund
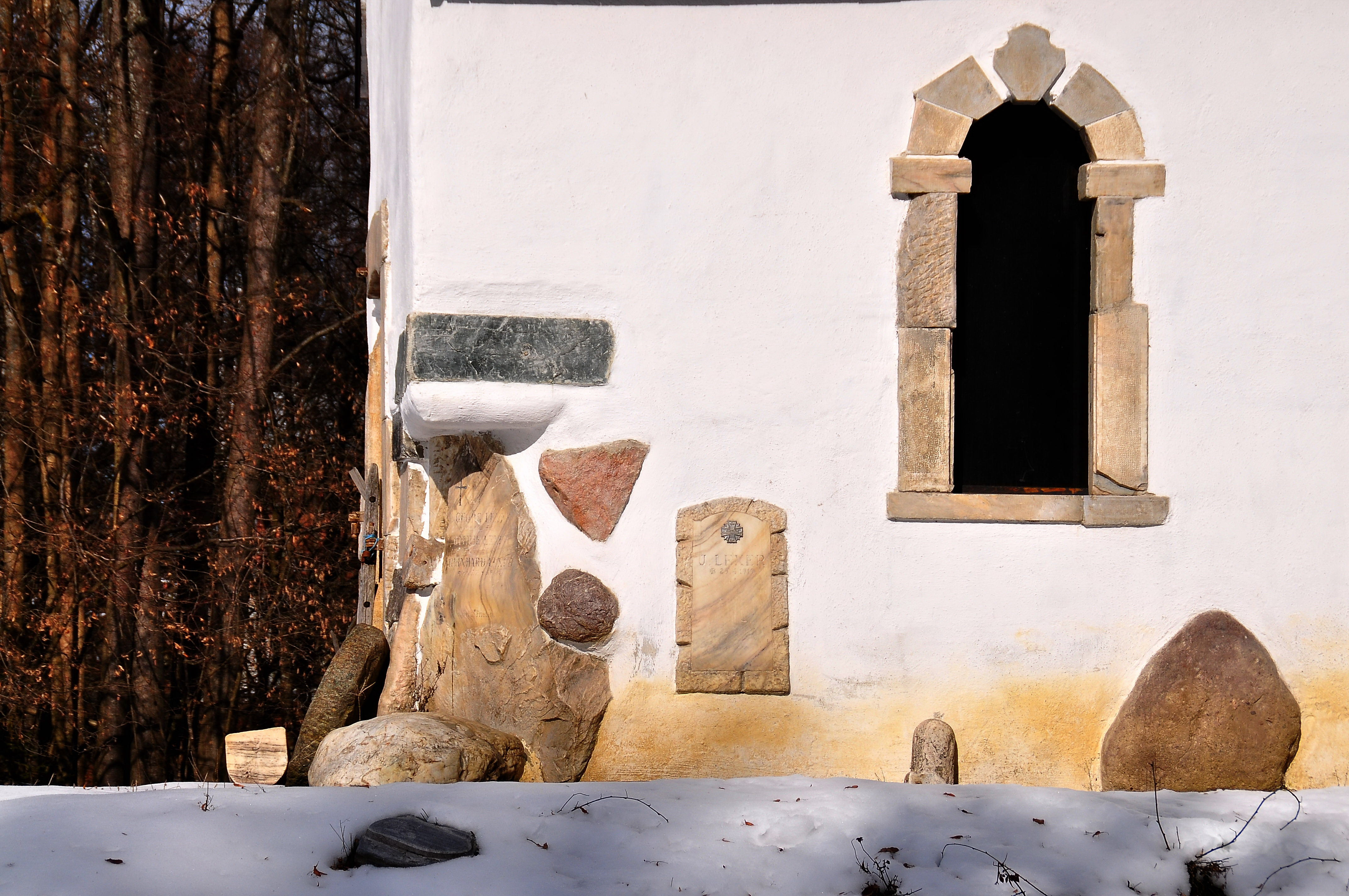
Ausschnitt der Waldkapelle auf Privatgrund
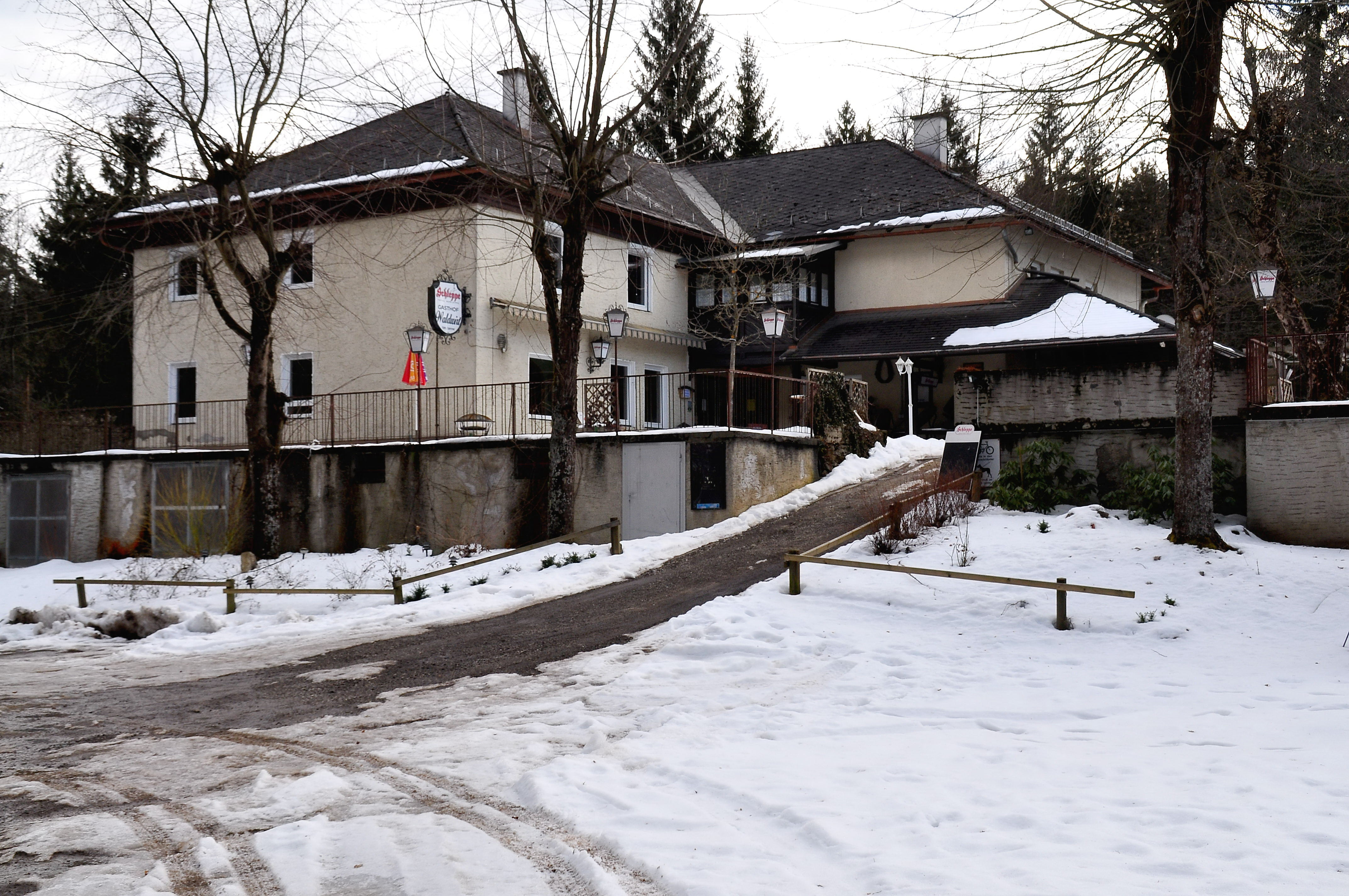
Gasthaus „Waldwirt“
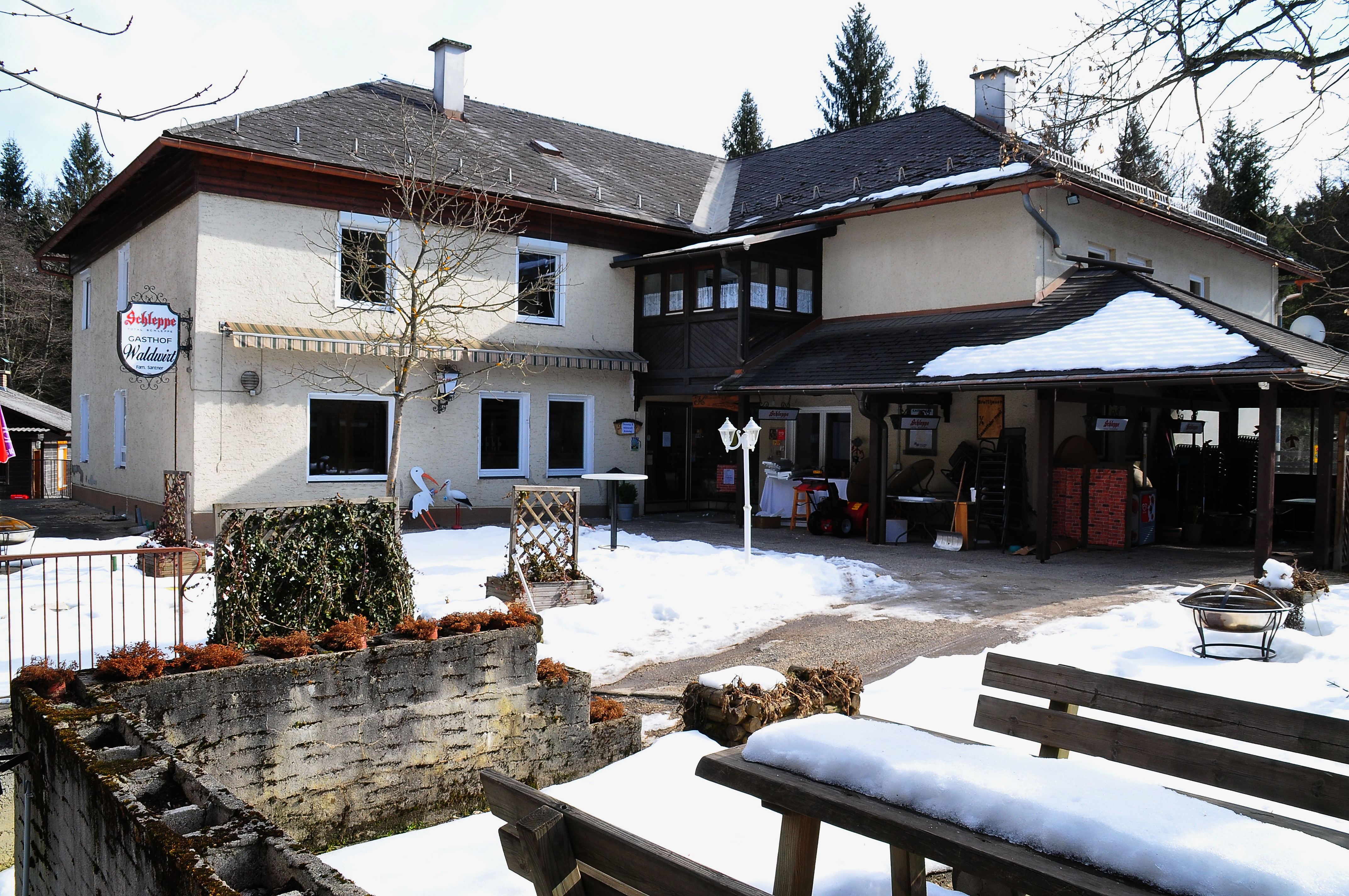
Gasthaus „Waldwirt“

## Naturdenkmäler
- Gletscherschliff auf der Zillhöhe (NDM-079)
- Buche auf der Zillhöhe (NDM-080)
- Linde in St. Martin (NDM-082)
- Gletscherschliff am Kreuzbergl (NDM-083)
- Eiche am Schleppekogel (NDM-085)

Ein weiteres Naturdenkmal am Kreuzbergl, eine solitäre Buche, wurde aufgehoben. Nur etwa 50 und 100 m Gehweg bergwärts vom mittleren Teich finden sich zwei Stümpfe von umgeschnittenen Bäumen: Der erste mit etwa 130 cm Stammdurchmesser, umgeben von zahlreichen schon etwa 1 m hoch aufgekommenen Buchentrieben, an der Schnittfläche im April 2019 schon stark gedunkelt; der zweite mit etwa 100 cm Stammdurchmesser, noch weniger gedunkelt, also später umgeschnitten.